# Edward Elgar
Pour les articles homonymes, voir Elgar.
Edward Elgar, né le 2 juin 1857 à Lower Broadheath, près de Worcester, et mort le 23 février 1934 à Worcester, 1er baronnet Elgar de Broadheath, est un compositeur et chef d'orchestre britannique dont les œuvres  les plus connues sont entrées dans le répertoire classique international : les Variations Enigma, les marches Pomp and Circumstance, son concerto pour violon, son concerto pour violoncelle et deux symphonies. Il a également composé des œuvres chorales, dont l'oratorio The Dream of Gerontius, des chants et de la musique de chambre. Il est nommé Master of the King's Music en 1924.
Bien qu'Elgar soit souvent considéré comme un compositeur anglais typique, la plupart des musiques l'ayant influencé proviennent de l’Europe continentale. Il se décrit comme un « outsider », non seulement musicalement, mais également socialement. Dans les milieux musicaux dominés par les universitaires, il est reconnu comme un compositeur autodidacte. Il est aussi considéré à l'époque avec méfiance en raison de sa foi catholique. Dans la classe aisée de l’Angleterre victorienne et édouardienne, il est gêné par ses origines humbles, même lorsque son talent eut été reconnu et qu'il épousa la fille d'un officier supérieur de l'armée britannique. Non seulement sa femme est une source d'inspiration pour sa musique, mais elle l'introduit également dans les milieux aisés, ce qui assure sa future notoriété. Ainsi, il lutte pour connaître le succès jusqu'à ses quarante ans ; à partir de ce moment, et après une série de succès modérés, il devient célèbre au Royaume-Uni et à l'étranger pour ses Variations Enigma (1899). Son œuvre suivante The Dream of Gerontius (1900), un oratorio fondé sur un texte catholique, cause quelques inquiétudes dans les milieux anglicans, mais devient malgré tout une pièce maîtresse du répertoire britannique. Ses autres œuvres chorales religieuses n'atteignent pas le succès du Dream of Gerontius.
Dans sa cinquantaine, Elgar compose une symphonie et un concerto pour violon qui rencontrent un grand succès. En revanche, sa seconde symphonie et son concerto pour violoncelle attendent plusieurs années avant d'être reconnus. La musique d'Elgar, dans ses dernières années, devient attrayante pour le public britannique. Elle est peu jouée dans la période qui suit la mort du compositeur. Mais elle revit de manière significative dans les années 1960, aidée par de nouveaux enregistrements de ses œuvres. Ces dernières années, certaines pièces ont été jouées dans le monde entier, mais son œuvre demeure plus jouée au Royaume-Uni que dans les autres pays.
Elgar est le premier compositeur à prendre le disque phonographique au sérieux. Entre 1914 et 1925, il dirige une série d'enregistrements de ses œuvres. L'arrivée du microphone en 1925 rend plus précise la reproduction du son et Elgar réenregistre la plus grande partie de son répertoire orchestral et des extraits du Dream of Gerontius. Ces enregistrements sont réédités sur LP dans les années 1970 et sur CD dans les années 1990.

## Biographie

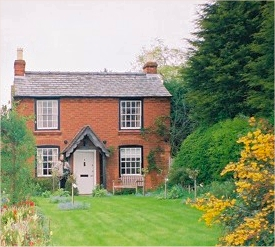
Maison natale d'Edward Elgar, devenue musée, en Angleterre à Broadheath près de Worcester, dans le Worcestershire.

### Enfance et débuts
Edward Elgar naît en Angleterre dans le petit village de Lower Broadheath, près de Worcester. Son père, William Henry Elgar (1821 - 1906), a été élevé à Douvres et a été apprenti chez un éditeur de musique à Londres. En 1841, William déménage à Worcester, où il travaille en tant qu'accordeur de piano, et il ouvre un magasin de partitions et d'instruments de musique. Il se marie en 1848 avec Ann Greening (1822 - 1902), fille d'un agriculteur. Edward est le quatrième d'une fratrie de sept enfants. Ann Elgar se convertit au catholicisme peu de temps après la naissance d'Edward, qui est baptisé et élevé dans la foi catholique, ce que son père désapprouve. William Elgar est un violoniste de niveau professionnel et obtient le poste d'organiste à l'église catholique St. George de Worcester, de 1846 à 1885. À son instigation, les messes de Cherubini et Hummel sont jouées pour la première fois au Three Choirs Festival, par l'orchestre où il joue du violon. Tous les enfants Elgar reçoivent une éducation musicale, mais Edward sera toute sa vie autodidacte. À l'âge de huit ans, Edward prend des leçons de violon et de piano. Son père, qui accorde des pianos dans de grandes maisons du Worcestershire, l'emmène parfois avec lui pour qu'il montre ses talents aux personnalités locales.
La mère d'Elgar s’intéresse à l'art et pousse Edward à développer ses talents musicaux. Il hérite d'elle son discernement pour la littérature et son amour de la campagne. Son ami et biographe W. H. Billy Reed écrit que l'entourage d'Elgar jeune a une influence sur lui, qui « transparait dans tout son travail et qui donne à sa vie entière cette subtile mais néanmoins vraie et robuste qualité anglaise,. » Il commence à composer jeune ; il compose, pour une pièce de théâtre écrite et jouée par les enfants Elgar alors qu'il a une dizaine d'années, une musique qu'il arrangera et orchestrera quarante ans plus tard et qu'il nommera The Wand of Youth.

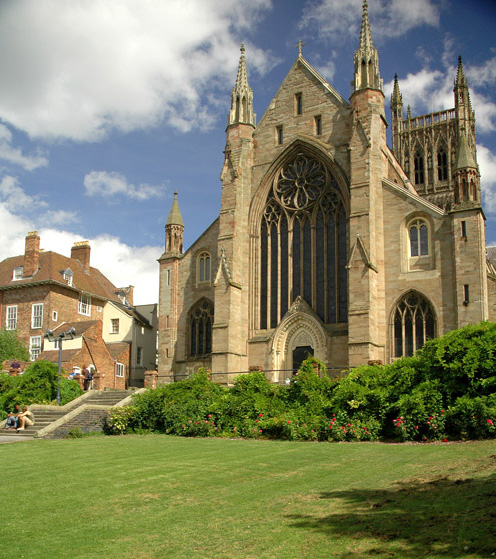
Elgar affirme avoir appris la musique à partir de livres empruntés à la cathédrale de Worcester.

Jusqu'à l'âge de quinze ans, Elgar reçoit une éducation généraliste à Littleton (maintenant Lyttleton), près de Worcester. Ses seules études musicales plus formelles en dehors des leçons de violon et de piano par des professeurs locaux sont des cours de violon donnés par Adolf Pollitzer durant de brèves visites à Londres, en 1877-1878. Elgar dit : « la musique m'a été enseignée pour la première fois dans la cathédrale de Worcester […] par des livres que j'ai empruntés à la bibliothèque musicale alors que j'avais sept, huit ou neuf ans. » Il travaille l'orgue avec des manuels et il lit tous les livres de théorie musicale qu'il peut trouver. Il dit plus tard qu'il a surtout été aidé par les articles d'Hubert Parry dans le Grove Dictionary of Music and Musicians. Elgar commence à apprendre l'allemand avec l'espoir d'entrer au conservatoire de Leipzig, mais son père n'a pas les moyens de l'y envoyer. Des années plus tard, un commentaire dans The Musical Times considère que cet échec d'aller à Leipzig a été heureux pour le développement musical d'Elgar : « Ainsi le compositeur naissant a échappé au dogmatisme des écoles. » Cependant cette impossibilité d'aller à Leipzig est une déception pour Elgar à sa sortie de l'école en 1872 et il entre alors dans le bureau d'un avocat local comme clerc. Cette carrière d'avoué, voulue par ses parents, ne l'enchante guère, et il persuade ses parents que cette carrière n'est pas faite pour lui. Il s’épanouit alors non seulement avec la musique, mais également avec la littérature, devenant un lecteur vorace. À cette époque, il fait ses premières apparitions en tant que violoniste et organiste.

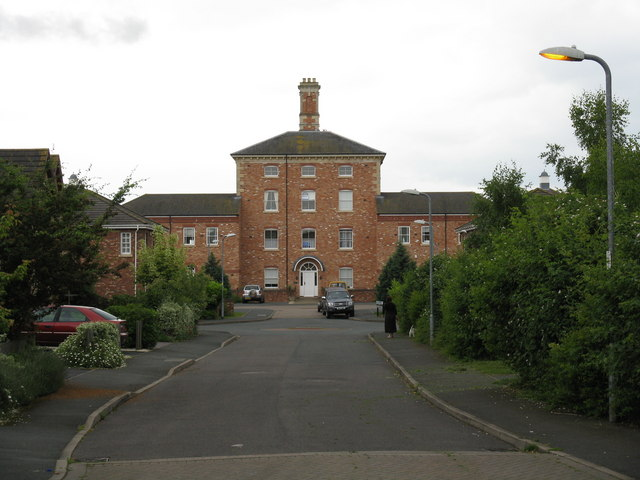
À 22 ans, Elgar devient chef d'orchestre de l'orchestre du personnel de l'asile de Powick.

Après quelques mois, Elgar quitte le cabinet d'avocat, pour commencer une carrière musicale, en donnant des leçons de piano et de violon et en travaillant occasionnellement dans la boutique de son père. Il est un membre actif du Glee Club de Worcester avec son père et il accompagne les chanteurs, joue du violon, compose et arrange des morceaux et dirige pour la première fois. Pollitzer pense qu'en tant que violoniste Elgar a le potentiel pour être un des meilleurs solistes du pays, mais Elgar lui-même, après avoir entendu des virtuoses lors de concerts à Londres, pense que son jeu violonistique manque de sonorité et abandonne ses ambitions de devenir soliste. À 22 ans il obtient le poste de chef d'orchestre de l'orchestre du personnel de l'asile de Powick, à 5 km de Worcester. L'orchestre est composé de piccolos, flûtes, clarinettes, deux cornets, d'un euphonium, trois ou quatre premiers violons, et du même nombre de seconds violon, occasionnellement d'alto, de violoncelle, de contrebasse et de piano. Elgar fait répéter les musiciens, arrange les partitions, y compris des quadrilles et des polkas pour cette combinaison inhabituelle d'instruments. The Musical Times écrit : « Cette expérience pratique s'avère être de la plus grande valeur pour le jeune musicien […] Il acquiert une connaissance pratique des possibilités de ces différents instruments… » Il garde ce poste pendant cinq ans, à partir de 1879, se rendant à Powick une fois par semaine. Il a également été, au début de sa carrière, professeur de violon au Worcester College pour enfants aveugles de gentlemen.
Bien que solitaire et introverti par nature, Elgar prospère dans les cercles musicaux de Worcester. Il joue du violon aux festivals de Worcester et de Birmingham, et le fait de jouer la symphonie no 6 de Dvořák et le Stabat Mater sous la direction du compositeur a été pour lui une grande expérience. Elgar joue régulièrement du basson dans un quintette, avec un de ses frères hautboïstes, Frank. Elgar arrange plusieurs morceaux de Mozart, Beethoven, Haydn et autres pour quintette, rodant ainsi ses talents d'arrangeur et de compositeur.
Lors de ses premiers voyages à l'étranger, Elgar visite Paris en 1880 et Leipzig en 1882. Il entend Saint-Saëns jouer de l'orgue à l'église de la Madeleine et écoute les concerts de plusieurs grands orchestres. Il écrit en 1882 : « j'ai eu ma dose de Schumann (mon idéal ! ), Brahms, Rubinstein et Wagner, je n'ai donc pas à me plaindre. » Il va voir une amie à Leipzig, Helen Weaver, qui est étudiante au conservatoire. Ils se fiancent au cours de l'été 1883, mais pour des raisons inconnues les fiançailles sont rompues l'année suivante. Elgar est dans une grande détresse, certaines de ses futures dédicaces énigmatiques pourraient faire référence à Helen et à ses sentiments pour elle. En 1887, trois ans après avoir rompu les fiançailles, Elgar compose pour le mariage de Frank Weaver, frère d'Helen et cordonnier de Worcester, un Duo pour trombone et contrebasse.
En 1883, alors qu'il est membre de l'orchestre pour la saison de concert d'hiver de W. C. Stockley à Birmingham, Elgar joue pour la représentation d'une de ses premières œuvres pour orchestre, la Sérénade mauresque. Stockley l'invite à diriger le morceau mais, comme se le rappelle Stockley plus tard, « il refusa et en plus, il insista pour jouer à sa place dans l'orchestre. La conséquence est qu'Elgar doit apparaître le violon à la main pour recevoir les applaudissements du public ». Il va souvent à Londres pour essayer de faire publier sa musique, mais durant cette période de sa vie il se trouve souvent découragé et en manque d'argent. Il écrit à un ami en avril 1884, « Mes perspectives sont à peu près aussi désespérées que jamais […] Je ne manque pas d'énergie, donc parfois je pense que cela vient du talent […] Je n'ai pas d'argent, pas un centime. » Pendant plusieurs années il assiste son père, William Elgar, en tant qu'organiste à l'église catholique St George de Worcester, et lui succède pendant quatre ans à partir de 1885. Pendant cette période, il écrit ses premières œuvres liturgiques dans la tradition catholique, commençant avec ses trois motets Op. 2 (1887) pour chœur à quatre parties (Ave Verum Corpus, Ave Maria et Ave Maris Stella), suivis d’Ecce sacerdos magnus pour l'entrée de l'évêque lors d'une visite officielle à St. George en 1888 : ces quatre pièces font toujours partie du répertoire du chœur de l'église.

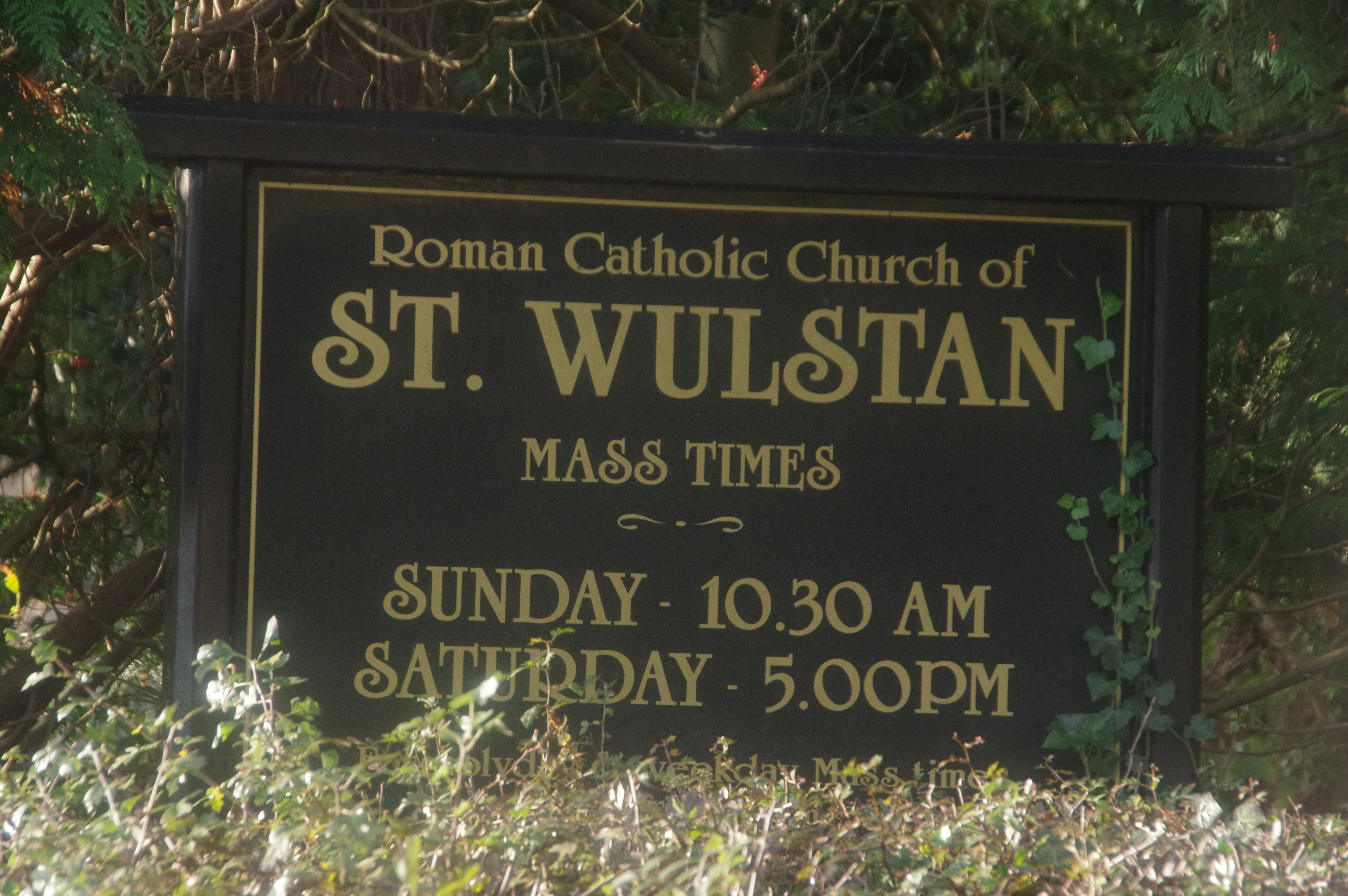
Panneau annonçant l'église de St Wulstan.

### Mariage

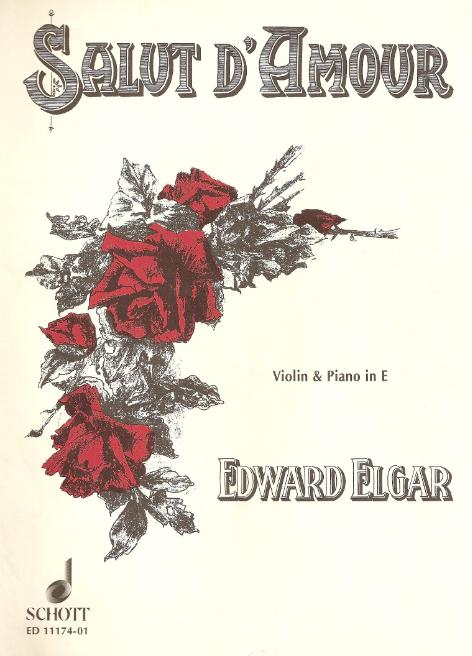
Salut d'Amour, dédié par Elgar à sa future femme

Elgar, à l'âge de 29 ans, prend un nouvel élève, Caroline Alice Roberts, fille du Major-General de l'armée des Indes Sir Henry Roberts, et auteur de poésie et de fiction. Âgée de huit ans de plus qu'Elgar, Alice devient sa femme trois ans plus tard. Le biographe d'Elgar Michael Kennedy écrit que « la famille d'Alice est horrifiée de son intention de se marier avec un musicien inconnu qui travaille dans une boutique et qui est catholique. Elle est déshéritée ». Ils se marient le 8 mai 1889 à l'Oratoire de Londres. Jusqu'à leur mort, Alice est le manager et la secrétaire d'Elgar, gère ses sautes d'humeurs et s'avère un critique musical perspicace,. Elle fait de son mieux pour attirer l'attention de la société influente sur son mari, mais avec un succès limité. Avec le temps, Elgar acceptera les honneurs qui lui sont donnés, réalisant qu'ils importent plus pour sa femme et sa classe sociale et réalisant ce qu'elle a abandonné pour suivre sa carrière. Dans son journal, elle écrit « la garde d'un génie est une œuvre suffisante pour remplir la vie d'une femme. » Comme cadeau de fiançailles Elgar dédie sa courte pièce pour violon et piano Salut d'Amour à Alice. À l'instigation d'Alice, les Elgar déménagent à Londres pour se rapprocher du cœur de la musique au Royaume-Uni et Elgar commence à consacrer son temps à la composition. Leur seul enfant, Carice Irene, naît dans leur maison de West Kensington le 14 août 1890. Son nom, révélé dans la dédicace de Salut d'Amour, est la contraction des noms de sa mère Caroline et Alice.
Elgar prend le temps de découvrir de nouvelles compositions (ce qui est difficile pour des jeunes compositeurs avant l'arrivée des enregistrements) en allant très souvent aux concerts du Crystal Palace, avec sa femme. Il découvre ainsi la musique de nombreux compositeurs : parmi eux, des maîtres de l'orchestration comme Berlioz et Wagner.
Ses propres compositions, cependant, ont peu d'impact sur la scène musicale londonienne. August Manns dirige la version orchestrale du Salut d'amour et de la Suite en ré d'Elgar au Crystal Palace et deux éditeurs acceptent quelques pièces pour violon, pour orgue et des chansons chorales d'Elgar. Quelques opportunités alléchantes semblent être à portée mais disparaissent inexplicablement. Par exemple, une offre du Royal Opera House, Covent Garden de jouer quelques-unes de ses œuvres est retirée au dernier moment lorsque Sir Arthur Sullivan arrive inopinément pour répéter ses propres musiques. Sullivan est plus tard horrifié lorsqu'Elgar lui dit ce qui est arrivé. La seule commande importante lors du séjour d'Elgar à Londres vient de sa ville d'origine : le comité du festival de Worcester l’invite à composer une petite œuvre orchestrale pour le Three Choirs Festival de 1890. Le résultat est décrit par Diana McVeagh dans le Grove Dictionary of Music and Musicians comme « sa première œuvre majeure, la pleine d'assurance ouverture Froissart ». Elgar dirige la première représentation à Worcester en septembre 1890. Par manque de commandes, Elgar est obligé de quitter Londres en 1891 et retourne avec sa femme et sa fille à Worcester où il peut vivre en dirigeant des ensembles musicaux locaux et en enseignant. Ils s'installent dans l'ancienne ville d'Alice, Great Malvern.

### Une réputation grandissante
Durant les années 1890, la réputation d'Elgar comme compositeur augmente progressivement, principalement pour des œuvres pour le grand festival choral des Midlands. The Black Knight (1892) et King Olaf (1896), tous deux inspirés par des poèmes de Longfellow, ainsi que la Lumière de la Vie (1896) et Caractacus (1898) remportent un succès modéré, et Elgar est publié par Novello and Co. Il compose d'autres œuvres durant cette décennie comme la Sérénade pour cordes (1892) et les Trois danses bavaroises (1897). Elgar est suffisamment réputé localement pour qu'il recommande le jeune compositeur Samuel Coleridge-Taylor au Three Choirs Festival ce qui lance la carrière du jeune homme. Elgar attire l’attention de critiques éminents, mais leurs commentaires sont plus polis qu'enthousiastes. Bien que les festivals le demandent comme compositeur, il accepte ces demandes uniquement dans un but financier et il se sent peu apprécié. En 1898 il dit qu'il « se sent écœuré de la musique » et espère obtenir le succès avec une œuvre plus importante. Son ami August Jaeger essaye de lui remonter le moral : « une journée de déprime… n’enlèvera pas ton désir, ton besoin, qui est d'exercer ces facultés créatrices que la providence t'a données. »
En 1899 cette prédiction se réalise. À l'âge de 42 ans Elgar compose les Variations Enigma dont la première a lieu à Londres sous la direction du chef d'orchestre allemand Hans Richter. Elgar dit lui-même « J'ai esquissé quelques variations à partir d'un thème. Les variations m'ont amusé car je les ai nommées avec les surnoms de certains mes amis… c'est-à-dire que j'ai écrit les variations pour que chacune d'entre elles corresponde à l'humeur d'une personne… et j’ai écrit ce que je pense qu'ils auraient écrit — s'ils étaient assez bêtes pour composer ». Il dédie l’œuvre « à mes amis dépeints à l’intérieur ». La variation la plus connue est probablement Nimrod, qui représente Jaeger. Des considérations purement musicales poussent Elgar à abandonner les variations représentant Arthur Sullivan et Hubert Parry n'ayant pas pu, malgré ses essais, incorporer les styles dans les variations. Cette œuvre est acclamée pour son originalité, son charme et son professionnalisme, et établit Elgar comme compositeur britannique prééminent de sa génération.

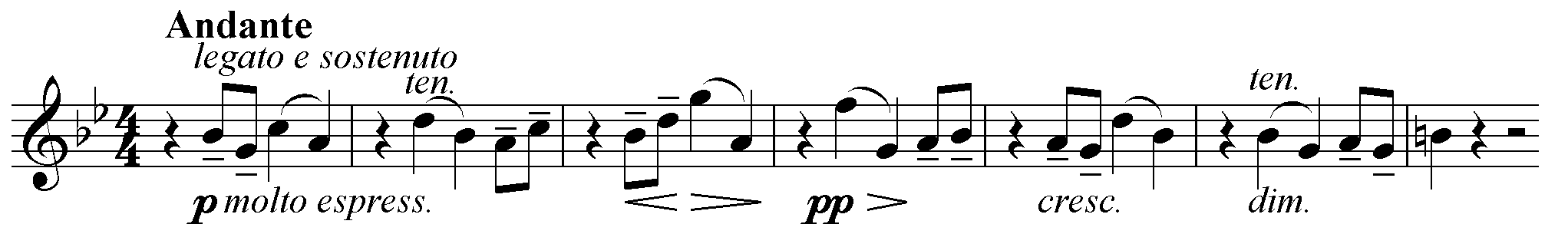
Thème des Variations Enigma

Les variations sont initialement intitulées Variations sur un thème original, le mot Enigma n'apparait qu'après six mesures. L'énigme est que, bien qu'il y ait quatorze variations sur le thème original, il y a un autre thème global, jamais désigné par Elgar, qui selon le compositeur « parcourt l’œuvre entière » mais n'est jamais entendu. Des commentateurs ont observé que bien qu'Elgar soit de nos jours vu comme un compositeur anglais caractéristique, sa musique orchestrale et les variations Enigma en particulier ont plus de points communs avec la musique de l'Europe centrale de l'époque personnifiée par exemple par la musique de Richard Strauss,. Les variations Enigma sont bien accueillies en Allemagne et en Italie et font toujours de nos jours partie du répertoire international.

### Succès national et international

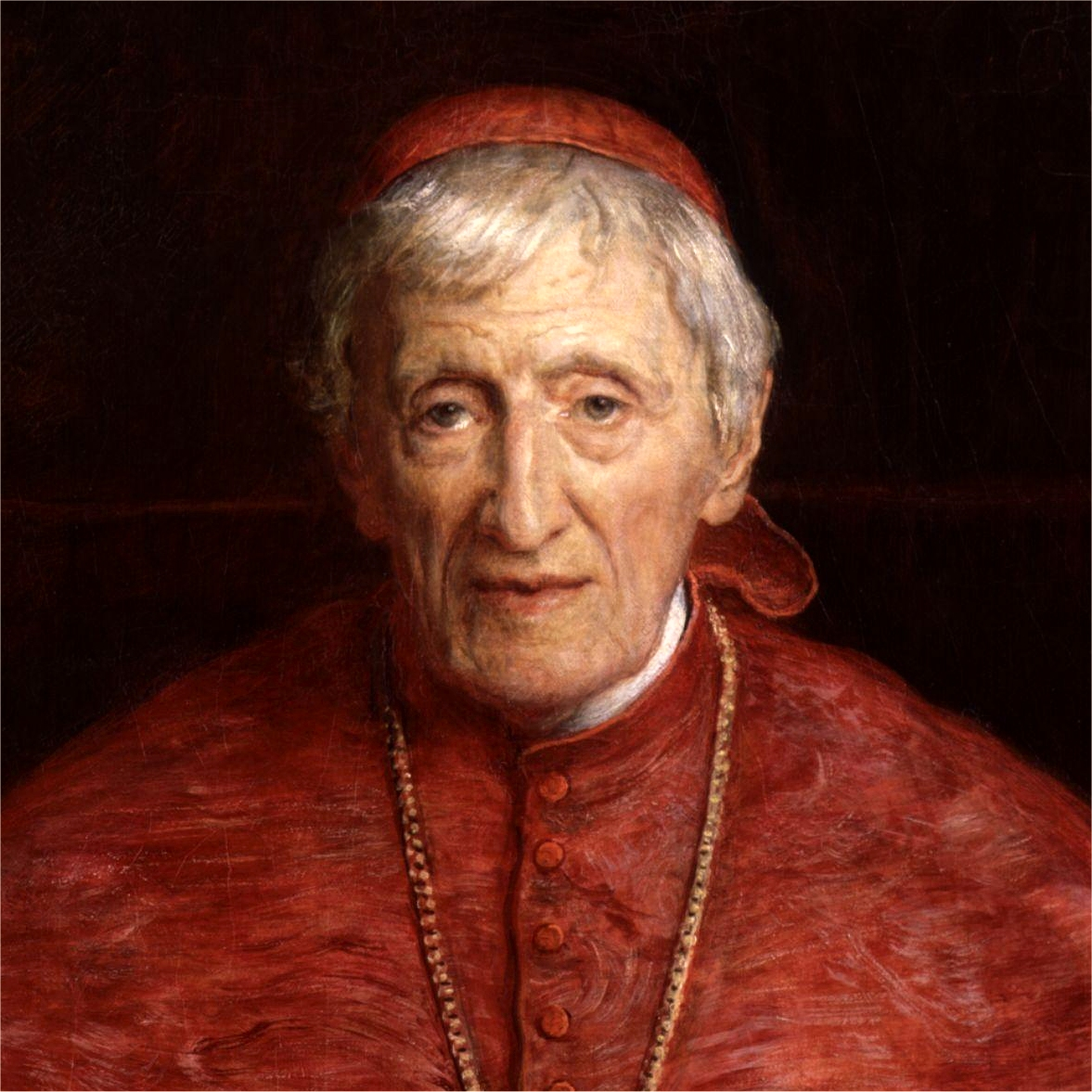
Le cardinal Saint John Henry Newman, auteur du poème Le rêve de Géronte qui inspire Elgar pour l'œuvre homonyme.

Le biographe d'Elgar, Basil Maine, commente « quand Sir Arthur Sullivan meurt en 1900, il devient évident pour beaucoup qu'Elgar, bien que compositeur d'une autre trempe, est son successeur en tant que premier musicien du pays. » L’œuvre suivante d'Elgar est attendue avec impatience. Pour le Festival triennal de musique de Birmingham de 1900, il met en musique le poème du Cardinal John Henry Newman The Dream of Gerontius pour solistes, chœurs et orchestre. Richter dirige la première qui est interprétée par un chœur mal préparé chantant mal. Elgar est très déçu, mais les critiques reconnaissent la grandeur de la pièce malgré les défauts de l'interprétation. The Dream of Gerontius est joué à Düsseldorf, en Allemagne, en 1901 et en 1902, dirigé par Julius Buths, qui a aussi dirigé la première européenne des Variations Enigma en 1901. La presse allemande est enthousiaste. La Gazette de Cologne écrit : « Dans les deux parties nous rencontrons des beautés impérissables… Elgar s'est inspiré de Berlioz, Wagner et Liszt, pour se libérer ensuite de leurs influences jusqu'à affirmer une individualité importante. Il est l'un des chefs de file de l'art musical des temps modernes. » The Düsseldorfer Volksblatt écrit « Une représentation mémorable! Depuis l'époque de Liszt, aucun oratorio n'a été composé… qui atteint la grandeur et l’importance de cette cantate sacrée. » Richard Strauss, alors généralement considéré comme le premier compositeur de cette époque, est si impressionné par la présence d'Elgar qu'il propose un toast au succès « du premier musicien progressiste anglais, Meister Elgar,. » Des représentations à Vienne, Paris et New York suivent, et The Dream of Gerontius devient rapidement autant apprécié au Royaume-Uni. Selon Kennedy « c'est sans aucun doute le plus grand oratorio britannique… [cela] ouvre un nouveau chapitre dans la tradition chorale anglaise et la libère de sa préoccupation Haendélienne. » Elgar, en tant que catholique, est très ému par le poème de Newman sur la mort et la rédemption du pécheur, mais quelques membres influents de l'Église anglicane ne sont pas d'accord. Son collègue, Charles Villiers Stanford, se plaint que cette œuvre « pue l'encens ». Le Dean de Gloucester bannit Géronte de sa cathédrale en 1901, et comme Worcester fait de même l'année suivante, le doyen demande des expurgations avant d'autoriser la représentation.

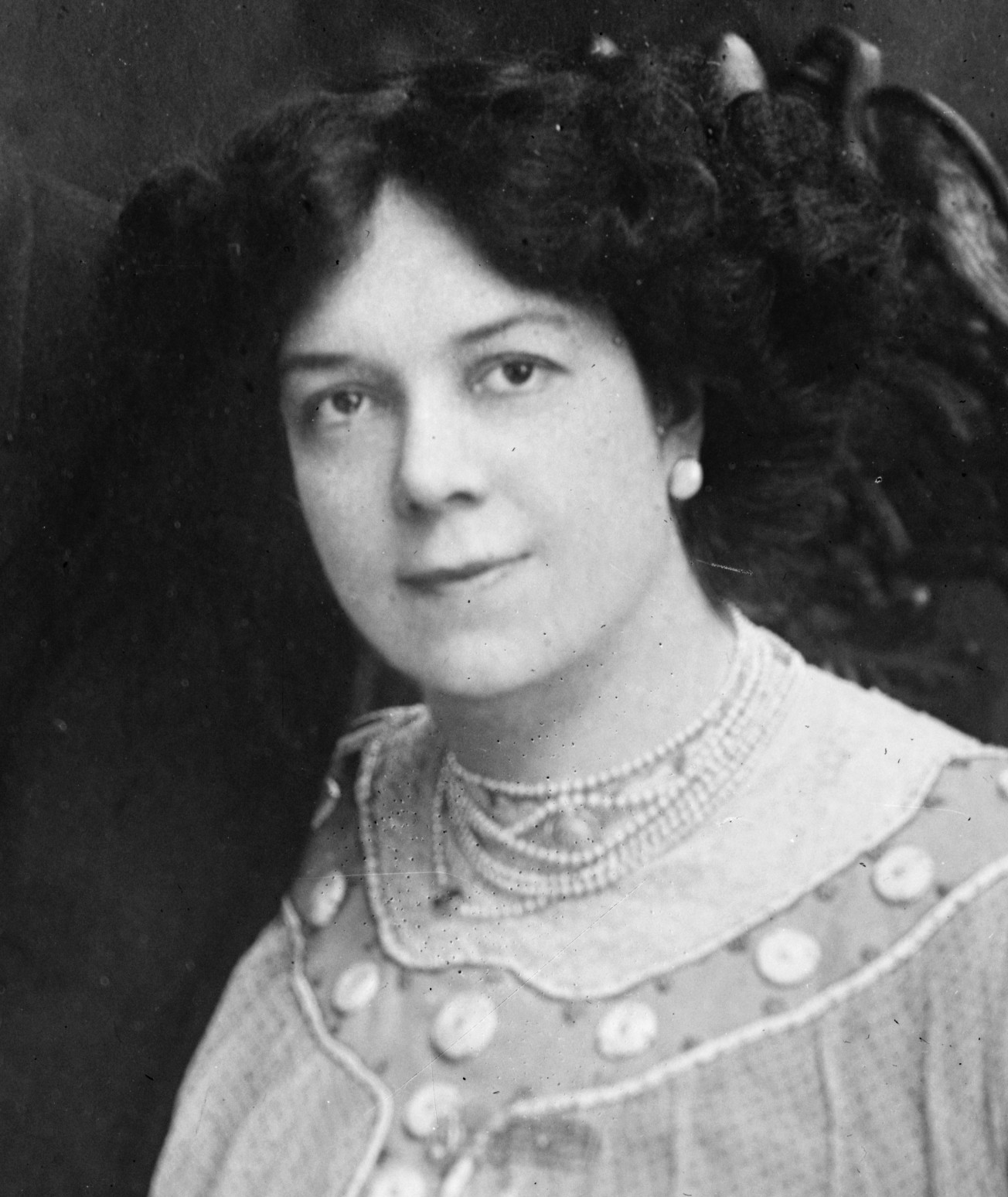
Clara Butt, première chanteuse de Land of Hope and Glory.

Elgar est probablement connu principalement pour la première des cinq marches Pomp and Circumstance qui sont composées entre 1901 et 1930. Cette marche est jouée chaque année devant des milliers de spectateurs lors de la diffusion de la dernière nuit de The Proms. Lorsque le thème de la section lente du milieu de la première marche (appelée techniquement trio) est imaginé par Elgar, il dit à son amie Dora Penny, « J'ai une mélodie qui va frapper les esprits. » Lorsque la marche est jouée pour la première fois en 1901 au London Promenade Concert, elle est dirigée par Henry Wood qui décrit plus tard le public comme « criant… la première et unique fois dans l'histoire des Promenade Concerts qu'une œuvre orchestrale reçoit deux rappels. » Pour célébrer le couronnement d'Édouard VII, une commande est faite à Elgar pour mettre en musique la Coronation Ode de A. C. Benson pour un concert de gala au Royal Opera House en juin 1901. Le roi approuve cette commande et Elgar se met au travail. La contralto Clara Butt le persuade que le trio de la première marche Pomp and Circumstance pourrait avoir des paroles correspondant à la musique et Elgar propose à Benson de les écrire. Elgar incorpore la nouvelle version vocale dans l’Ode. Les éditeurs de la partition reconnaissent le potentiel de l’œuvre vocale Land of Hope and Glory et demandent à Benson et Elgar de travailler sur une future version pour publier ce morceau séparément. Ce morceau est très populaire et est maintenant considéré comme l'hymne britannique non officiel. Aux États-Unis, le trio, connu simplement sous le titre Pomp and Circumstance ou The Graduation March a été adopté dès 1905 pour la remise de diplômes de presque tous les lycées et universités,.
En mars 1904, un festival de trois jours a lieu à Covent Garden sur les œuvres d'Elgar, un honneur jamais donné à aucun compositeur britannique. The Times commente « il y a quatre ou cinq années si quelqu'un avait dit que l’opéra serait plein du sol au plafond pour écouter l'oratorio d'un compositeur anglais, il aurait été considéré comme fou. » Le roi Édouard et la reine Alexandra assistent au premier concert où Richter dirige The Dream of Gerontius, et reviennent le lendemain pour le second concert, la première londonienne de The Apostles (la création avait eu lieu l’année précédente au Birmingham Festival). Le concert final, dirigé par Elgar, est orchestral dans sa première partie, à part un extrait de Caractacus et Sea pictures dans son intégralité (chanté par by Clara Butt). Les œuvres orchestrales jouées sont Ouverture Froissart, les Variations Enigma, l’Ouverture Cockaigne, les deux premières (et lors du concert les deux seules composées) marches Pomp and Circumstance et la première de In the South (Alassio) inspirée par un voyage en Italie.
Elgar est anobli au palais de Buckingham le 5 juillet 1904. Le mois suivant, Elgar et sa famille déménagent à Plas Gwyn, dans une grande maison surplombant la rivière Wye aux alentours de Hereford, où ils vivent jusqu'en 1911. Entre 1902 et 1914, Elgar est, selon Kennedy, au zénith de sa popularité. Il fait quatre voyages aux États-Unis, dont une tournée comme chef d'orchestre, et gagne d'importants honoraires de l’exécution de sa musique. Entre 1905 et 1908, il occupe la chaire de professeur de musique à l’Université de Birmingham. Il accepte le poste à contrecœur, pensant qu'un compositeur ne doit pas diriger une école de musique, ce qui le met mal à l'aise dans ce rôle ; ses cours créent des controverses avec ses attaques contre les critiques, et contre la musique anglaise en général : « La vulgarité va souvent de pair avec le manque de créativité… mais l'esprit banal ne pourra jamais être que banal. Un Anglais vous emmènera dans une grande pièce, magnifiquement proportionnée, et vous fera remarquer que la pièce est blanche — toute blanche — et quelqu'un dira quel goût exquis. Vous savez dans votre propre esprit, dans votre propre âme que ce n’est pas du tout du goût, que c'est le désir de goût. La musique anglaise est blanche. » Il regrette la controverse et se réjouit lorsque le poste est repris par son ami Granville Bantock en 1908. Sa nouvelle vie de célébrité est une bénédiction mitigée pour le très nerveux Elgar car la célébrité dérange son intimité ; de plus, il est souvent malade. Il se plaint à Jaeger en 1903 « ma vie est une perte constante de petites choses que j'aime. » William S. Gilbert et Thomas Hardy souhaitent travailler avec Elgar durant cette décennie, ce qu'il refuse. Lui aurait souhaité collaborer avec George Bernard Shaw si ce dernier l’avait désiré.

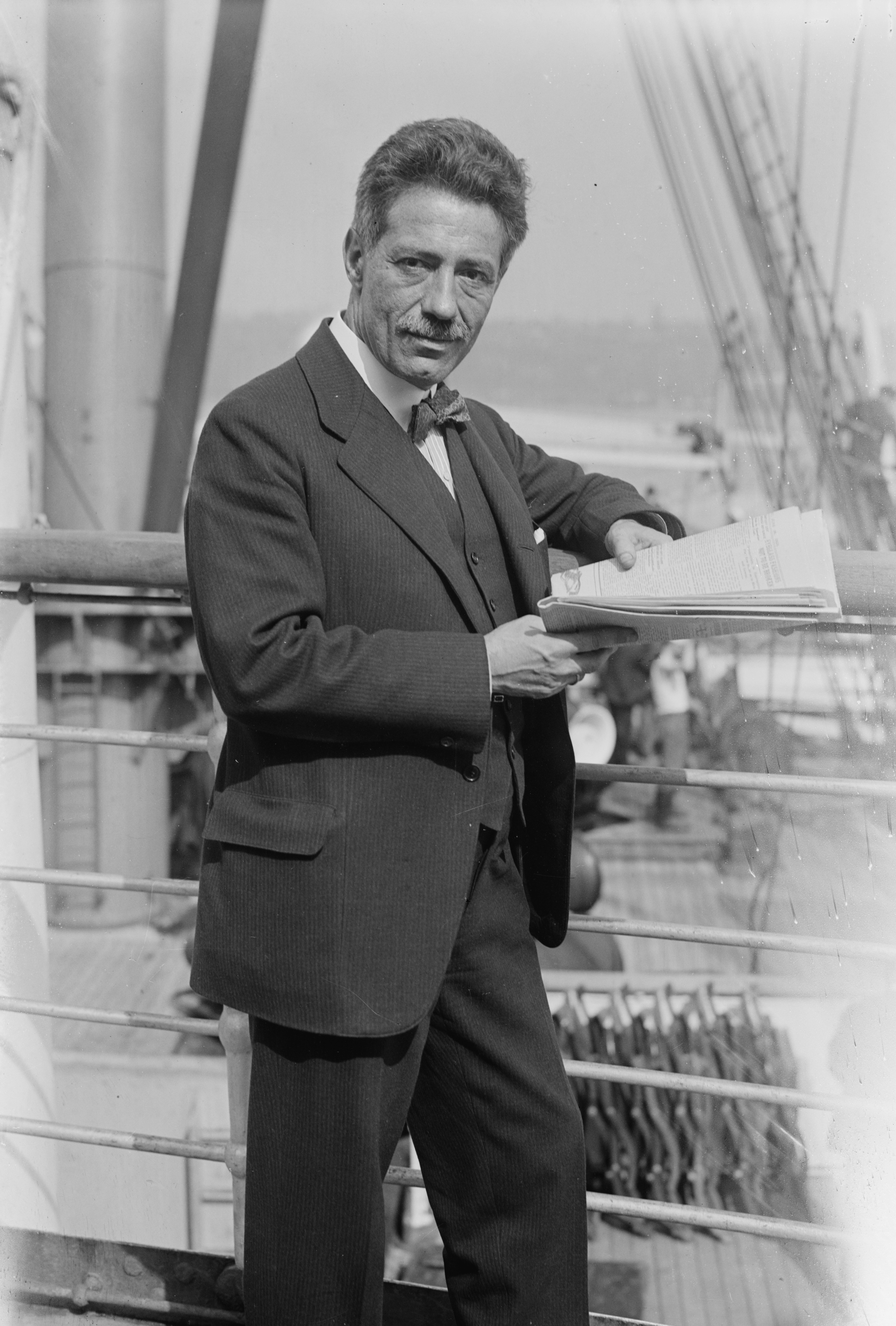
Fritz Kreisler commande un concerto pour violon en 1910.

La composition principale d'Elgar en 1905 est l’Introduction et Allegro pour cordes dédiée à Samuel Simons Sanford, professeur à l'Université Yale. Elgar voyage aux États-Unis en 1905 pour diriger sa musique et accepte un doctorat de Yale,. Sa grande œuvre suivante est la suite de The Apostles – l'oratorio The Kingdom (1906). Cet oratorio est bien reçu mais ne touche pas l'imagination du public comme The Dream of Gerontius l'avait fait et continue de le faire. Cependant, selon les amateurs d'Elgar, The Kingdom est parfois préférée aux œuvres précédentes : l'ami d'Elgar Frank Schuster dit au jeune Adrian Boult : « comparé à The Kingdom, Gerontius est le travail d'un amateur. » Alors qu'Elgar approche de la cinquantaine, il commence à travailler sur une symphonie, un projet qu'il avait en tête sous diverses formes depuis presque dix ans. Sa première symphonie (1908) est un triomphe national et international. Quelques semaines après la première, la symphonie est déjà jouée à New York sous la direction de Walter Damrosch, à Vienne sous la direction de Ferdinand Löwe, à Saint-Pétersbourg sous la direction d'Alexandre Ziloti et à Leipzig sous la direction d'Arthur Nikisch. Des représentations ont lieu à Rome, Chicago, Boston, Toronto et dans quinze villes britanniques. En une année, la symphonie a été jouée des centaines de fois au Royaume-Uni, en Amériques et en Europe continentale.
Son concerto pour violon (1910) est commandé par Fritz Kreisler, un des meilleurs violonistes internationaux de l’époque. Elgar l'écrit durant dans l’été 1910, avec l'aide de W. H. Reed, le leader de l'Orchestre symphonique de Londres, pour des points techniques. Elgar et Reed démarrent une amitié qui durera jusqu'à la mort d'Elgar. La biographie de Reed, Elgar As I Knew Him (1936), révèle de nombreux détails sur les méthodes de composition d'Elgar. L’œuvre est créée par le Royal Philharmonic Society avec Kreisler et l'Orchestre symphonique de Londres (LSO), dirigés par le compositeur. Reed se rappelle « le Concerto est un triomphe complet, le concert est brillant et inoubliable. » L'impact du concerto est si grand que le rival de Kreisler, Eugène Ysaÿe, passe beaucoup de temps avec Elgar à étudier l’œuvre. La déception est grande quand des difficultés contractuelles empêchent Ysaÿe de le jouer à Londres.
Le concerto pour violon est le dernier triomphe populaire d'Elgar. L'année suivante, il présente sa deuxième symphonie, mais il est déçu par la réception du public. Reed, qui joue lors de la première, écrit qu'Elgar est rappelé plusieurs fois sur scène pour recevoir les applaudissements, « mais n'a pas ce sentiment immanquable perçu lorsqu'un public, même anglais, est complètement touché, comme lors de la représentation du concerto pour violon ou de la première symphonie. » Elgar demande à Reed « Qu'est ce qui se passe avec eux Billy ? Ils sont assis comme un ramassis de cochons farcis. » L’œuvre est, selon les critères standards, un succès avec vingt-sept représentations les trois premières années mais n'atteint pas la fureur internationale de la première symphonie.

### Dernières œuvres majeures

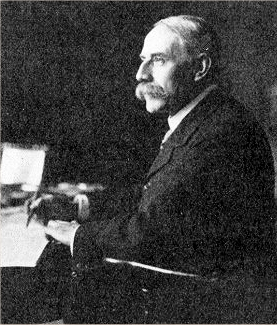
Elgar en 1912

En juin 1911, lors de célébrations entourant le couronnement du roi George V, Elgar reçoit l'ordre du Mérite, un ordre exclusif qui ne comprend que vingt-quatre titulaires. L'année suivante les Elgar déménagent à Londres dans une grande maison à Netherhall Gardens, à Hampstead, conçue par Norman Shaw. Elgar y compose ces deux dernières grandes œuvres d'avant-guerre, le choral The Music Makers (pour le Birmingham Festival, 1912) et l'étude symphonique Falstaff (pour le Leeds Festival, 1913). Ces deux œuvres sont reçues poliment, mais sans enthousiasme. Même le chef d'orchestre Landon Ronald, à qui est dédié Falstaff, confesse en privé qu'il « trouve cette pièce sans queue ni tête » tandis que le spécialiste de la musique Percy Scholes écrit de Falstaff que « c'est une grande œuvre », mais « un échec en comparaison de l’appréciation du public. » À partir de 1911, il devient chef principal de l'Orchestre symphonique de Londres avec lequel il crée nombre de ses propres œuvres.
Lorsque la Première Guerre mondiale éclate, Elgar est horrifié par la perspective du carnage, mais ses sentiments patriotiques néanmoins se réveillent. Il compose A Song for Soldiers qu'il retire plus tard. Il s'engage en tant que special constable dans la police locale et rejoint plus tard le Hampstead Volunteer Reserve of the army. Il compose des œuvres patriotiques, Carillon, un récit pour orateur et orchestre en l’honneur de la Belgique, et Polonia (en), une pièce orchestrale en l'honneur de la Pologne. Land of Hope and Glory, déjà populaire, le devient encore plus et Elgar souhaite en vain que la chanson ait de nouvelles paroles moins nationalistes.
Les autres compositions d'Elgar durant la guerre incluent une musique de scène pour une pièce de théâtre pour enfant, The Starlight Express (1915) ; un ballet, The Sanguine Fan (1917) ; et The Spirit of England (1915–17, poèmes de Laurence Binyon), trois pièces chorales de caractères très différents tirées du patriotisme romantique de sa jeunesse. Sa grande composition pendant la guerre est The Fringes of the Fleet, sur des vers de Rudyard Kipling, jouée avec un grand succès populaire à travers le pays, jusqu'à ce que Kipling pour des raisons inexpliquées interdise l'exécution de cette œuvre dans les salles. Elgar dirige un enregistrement de The Fringes of the Fleet pour la Gramophone Company.
Elgar est en mauvaise santé vers la fin de la guerre. Sa femme pense qu'il est préférable pour lui d'aller à la campagne et elle loue Brinkwells, une maison près de Fittleworth (en) dans le Sussex, au peintre Rex Vicat Cole. Elgar y retrouve ses forces et en 1918 et 1919 il compose quatre pièces importantes. Les trois premières sont de la musique de chambre : la Sonate pour violon en mi mineur, le Quintette pour piano en La mineur et le Quatuor à codes en mi mineur. En écoutant ces œuvres en composition, Alice Elgar écrit dans son journal « E. écrit de la nouvelle musique merveilleuse. » Les trois pièces sont bien reçues. The Times écrit « la sonate d'Elgar contient plus que ce que nous avons écouté précédemment sous d'autres formes, mais comme nous ne voulons pas du tout qu’il change et devienne quelqu'un d'autre, c'est ce qui devrait être. » Le quatuor et le quintette sont créés au Wigmore Hall le 21 mai 1919. The Manchester Guardian écrit « ce quatuor, avec ses apogées énormes, ces curieux raffinements de rythmes dansants, sa parfaite symétrie, et le quintette, plus lyrique et passionné, sont des exemples parfaits de musique de chambre de même que les grands oratorios le sont de leur forme musicale. »
Par contraste, la quatrième pièce, le Concerto pour violoncelle en mi mineur d'Elgar, a une première désastreuse lors du concert d'ouverture de la saison 1919-1920 de l'Orchestre symphonique de Londres en octobre 1919. Excepté le concerto d'Elgar, dirigé par le compositeur, le reste du concert est dirigé par Albert Coates, qui augmente son temps de répétition au détriment de celui d'Elgar. Lady Elgar écrit « ce goujat malappris, égoïste et brutal… a poursuivi sa répétition. » Le critique de The Observer, Ernest Newman, écrit « Il y a eu des rumeurs durant la semaine de répétitions inadéquates. Quelle que soit l'explication, la triste réalité est que jamais, selon toute probabilité, un si grand orchestre n'a jamais fait une aussi lamentable exposition de lui-même… l’œuvre elle-même est une belle chose, très simple — cette riche simplicité qui est arrivée sur le travail d'Elgar ces deux dernières années — mais avec une profonde sagesse et beauté sous-jacente à cette simplicité. » Elgar ne blâme pas son soliste, Felix Salmond qui jouera encore pour lui plus tard. En comparaison des centaines de représentations de la première symphonie la première année, le concerto pour violoncelle n'a été joué qu'une seconde fois à Londres l'année suivant sa création.

### Dernières années

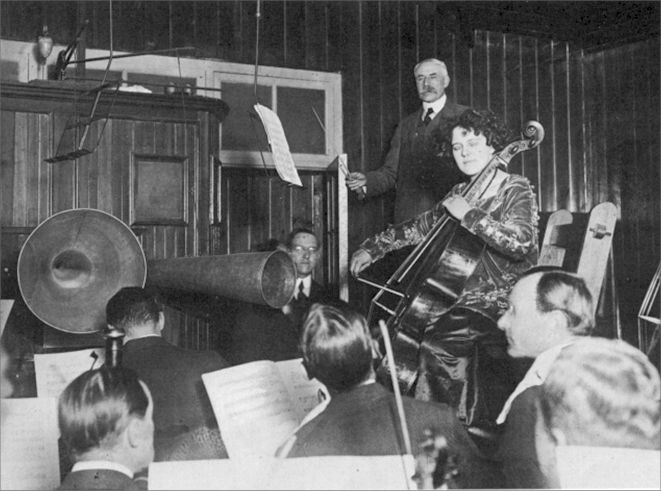
Elgar et la violoncelliste Beatrice Harrison lors de l'enregistrement du concerto pour violoncelle en 1920

Bien que la musique d'Elgar ne soit plus à la mode dans les années 1920, ses admirateurs continuent à présenter ses œuvres lorsque c'est possible. Reed mentionne une représentation de la seconde symphonie en mars 1920 dirigée par « un jeune presque inconnu du public », Adrian Boult, pour avoir « apporté la grandeur et la noblesse à cette œuvre » à un public plus grand. Également en 1920, Landon Ronald présente un concert de musique d'Elgar au Queen's Hall. Alice Elgar écrit avec enthousiasme sur l'accueil de la symphonie, mais c'est une des dernières fois qu'elle écoute de la musique d'Elgar en public. Elle meurt, rapidement, d'un cancer du poumon le 7 avril 1920 à l'âge de 72 ans.
Elgar est anéanti par la mort de sa femme. Sans commande de nouvelle pièce et privé du soutien et de l’inspiration constante d'Alice, il se désintéresse de la composition. Sa fille écrit plus tard qu'Elgar a hérité de son père sa réticence à « se mettre au travail sérieusement alors qu’il peut sans problème travailler des heures sur des entreprises parfaitement inutiles et complètement non rémunératrices », un trait de caractère qui s'affirme avec la mort de sa femme. Durant le reste de sa vie, Elgar a plusieurs violons d'Ingres : la chimie, le football et les courses hippiques. Tout d'abord, il a été tout au long de sa vie un amateur de chimie, utilisant parfois un laboratoire au fond de son jardin. Ensuite, il apprécie le football, il soutient Wolverhampton Wanderers F.C. pour qui il a composé un hymne, He Banged the Leather for Goal ; enfin, dans ses dernières années, il fréquente souvent les courses hippiques. Ses protégés, le chef d'orchestre Malcolm Sargent et le violoniste Yehudi Menuhin, se rappellent les répétitions où Elgar se convainc rapidement que tout va bien et s'en va aux courses,. Dans ses plus jeunes années, amateur enthousiaste de bicyclette, il avait acheté des Royal Sunbeam bicycles pour lui et sa femme en 1903 (il l'appelle son M.. Phoebus). Désormais veuf, il apprécie être conduit dans la campagne par son chauffeur. En 1923, il voyage en Amérique du Sud sur l'Amazone. Presque rien n'a été noté des évènements ayant eu lieu durant son voyage, ce qui donne au romancier historien James Hamilton-Paterson une grande latitude pour écrire Gerontius, un récit de fiction du voyage.
Après la mort d'Alice, Elgar vend la maison d'Hampstead et après avoir vécu quelque temps dans un appartement de St. James's dans le cœur de Londres il retourne dans le Worcestershire, dans le village de Kempsey, où il vit de 1923 à 1927. Il n'abandonne pas complètement la composition durant cette période. Il fait de grands arrangements symphoniques d’œuvres de Bach et Haendel et écrit son Empire March et huit chansons Pageant of Empire (en) pour la British Empire Exhibition de 1924. Peu après la publication de ces pièces, Elgar est nommé Master of the King's Musick le 13 mai 1924 à la suite de la mort de Walter Parratt.
À partir de 1926, Elgar procède à une série d'enregistrements de ses propres œuvres. Elgar, qui est décrit par l'écrivain Robert Philip comme « le premier compositeur à prendre le gramophone au sérieux », a déjà enregistré une grande partie de sa musique pour His Master's Voice (HMV) depuis 1914, mais l'arrivée des microphones électriques en 1926 transforme le gramophone de nouveauté en un vrai moyen de reproduction de la musique chorale et orchestrale. Elgar est le premier compositeur à profiter pleinement de ces avancées technologiques. Fred Gaisberg de HMV, qui produit les enregistrements d'Elgar, organise une série de sessions pour capter sur disque les interprétations du compositeur de ses principales œuvres orchestrales dont les Variations Enigma, Falstaff, la première et la seconde symphonie et les deux concertos pour violon et violoncelle. Pour la plupart de ces enregistrements, les morceaux sont interprétés par le London Symphonic Orchestra sauf les Variations qui sont jouées par le Royal Albert Hall Orchestra. Dans d'autres enregistrements plus récents, Elgar dirige également deux nouveaux orchestres, le BBC Symphony Orchestra de Boult et le London Philharmonic Orchestra de Sir Thomas Beecham.
Les enregistrements d'Elgar sont publiés sur 78 tours par HMV et RCA Victor. Après la Seconde Guerre mondiale, l'enregistrement de 1932 du concerto pour violon, avec pour soliste le jeune Menuhin, est toujours disponible en 78 tours puis en LP, mais les autres œuvres sont sorties du catalogue pour plusieurs années. Lorsque EMI les remet en vente en LP dans les années 1970, elles surprennent beaucoup de monde par leur tempo rapide en contraste avec les tempo plus lents adoptés par de nombreux chefs d'orchestre après la mort d'Elgar. Les enregistrements ont été ensuite disponibles en CD dans les années 1990.
En novembre 1931, Elgar est filmé par Pathé pour un film d'actualité présentant un enregistrement de la marche no 1 Pomp and Circumstances lors de l'ouverture des studios d'Abbey Road d'EMI à Londres. Il semble que cela soit le seul film sonorisé qui ait été conservé d'Elgar ; celui-ci fait un bref commentaire avant de diriger l'Orchestre symphonique de Londres en demandant aux musiciens de « jouer cette mélodie comme si vous ne l'aviez jamais entendue auparavant. » Une des dernières pièces d'Elgar, la Nursery Suite, est un exemple précoce de création en studio, la première ayant eu lieu dans les studios d'Abbey. Pour cette œuvre, dédiée à la femme et aux filles du duc d'York, Elgar s’inspire encore de ses esquisses de jeunesse,.
Dans ses dernières années, Elgar vit un renouveau musical. La BBC organise un festival sur ses œuvres pour célébrer son soixante-quinzième anniversaire en 1932. Il s'envole pour Paris en 1933 pour diriger le concerto pour violon avec Menuhin comme soliste. Lors de son séjour en France, il rend visite à son compatriote le compositeur Frederick Delius dans sa maison de Grez-sur-Loing.
Il est très demandé par les jeunes musiciens tels qu'Adrian Boult, Malcolm Sargent et John Barbirolli qui défendent sa musique alors qu'elle n'est plus à la mode,. Il commence à travailler sur un opéra, The Spanish Lady, et accepte une commande de la BBC, sa troisième symphonie. La maladie l'empêche de les terminer. Il s'inquiète de ces œuvres inachevées. Il demande à Reed de s'assurer que personne ne « bricole » ses esquisses et ne tente de terminer sa symphonie, mais à d'autres moments il dit « si je ne peux pas terminer ma troisième symphonie, quelqu'un le fera – ou en écrira une meilleure. » Après la mort d'Elgar, Percy M. Young, en coopération avec la BBC et Carice, la fille d'Elgar, produit une version de The Spanish Lady, qui sort en CD. Les brouillons de la troisième symphonie sont transformés en partition complète par le compositeur Anthony Payne en 1998.
Un cancer de l'intestin inopérable est découvert durant une opération le 8 octobre 1933. Elgar meurt le 23 février 1934 à l'âge de soixante-seize ans et est enterré avec sa femme au cimetière de l'église St. Wulstan de Little Malvern, comté de Worcestershire en Angleterre.

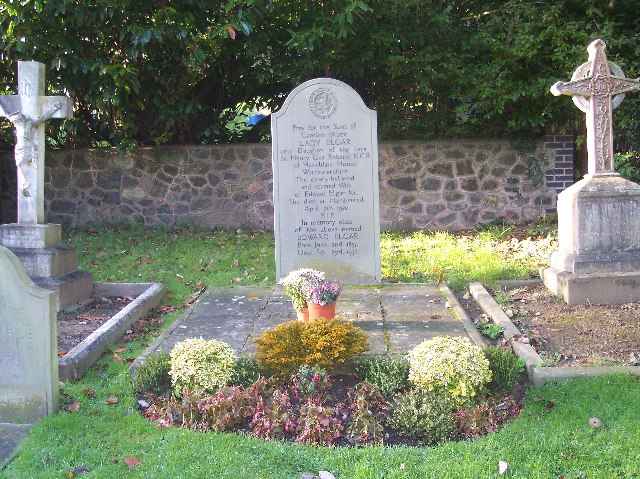
Tombe d'Elgar et de sa femme Alice au cimetière de l'église St. Wulstan de Little Malvern.

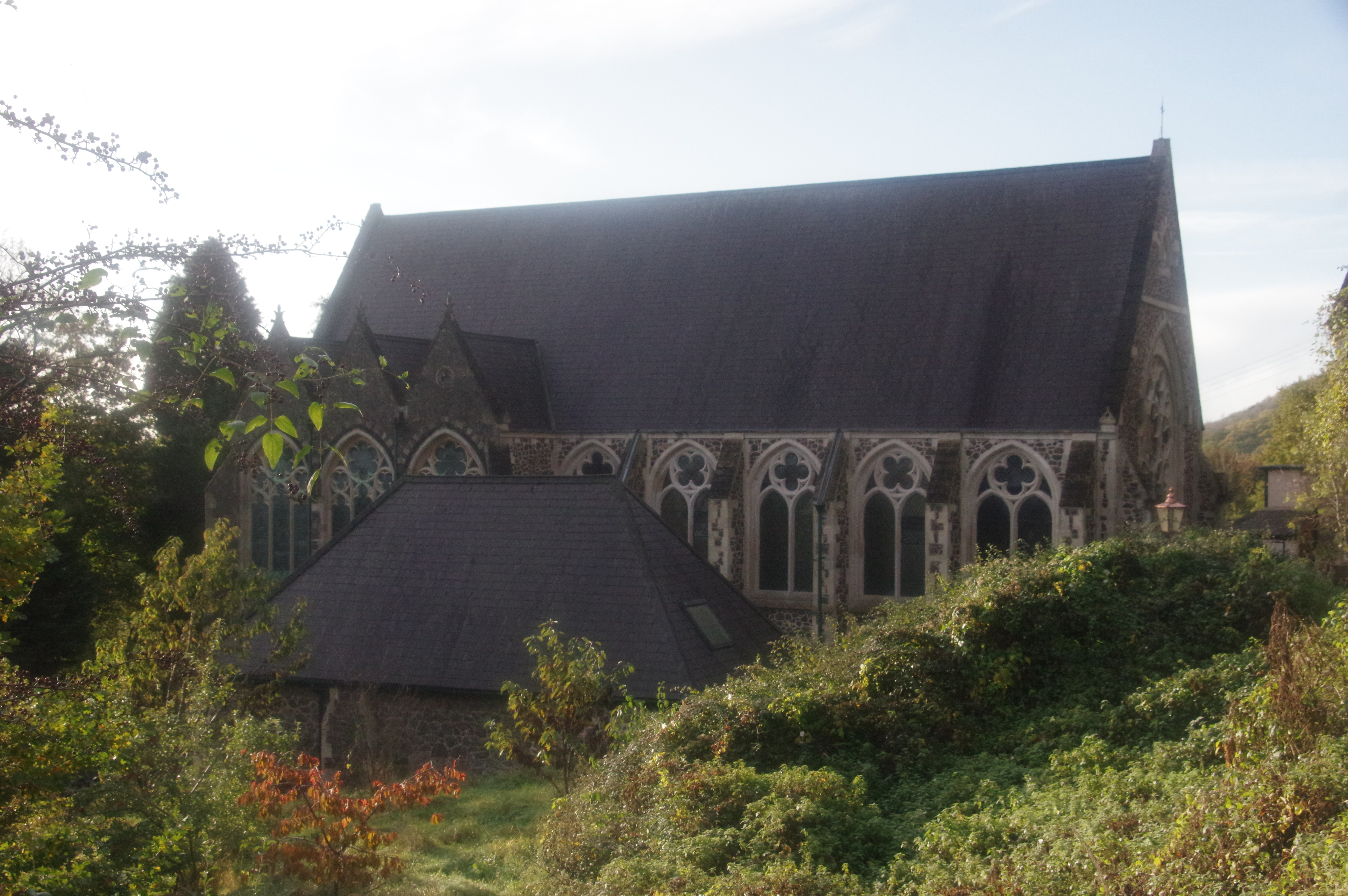
Église de St Wulstan

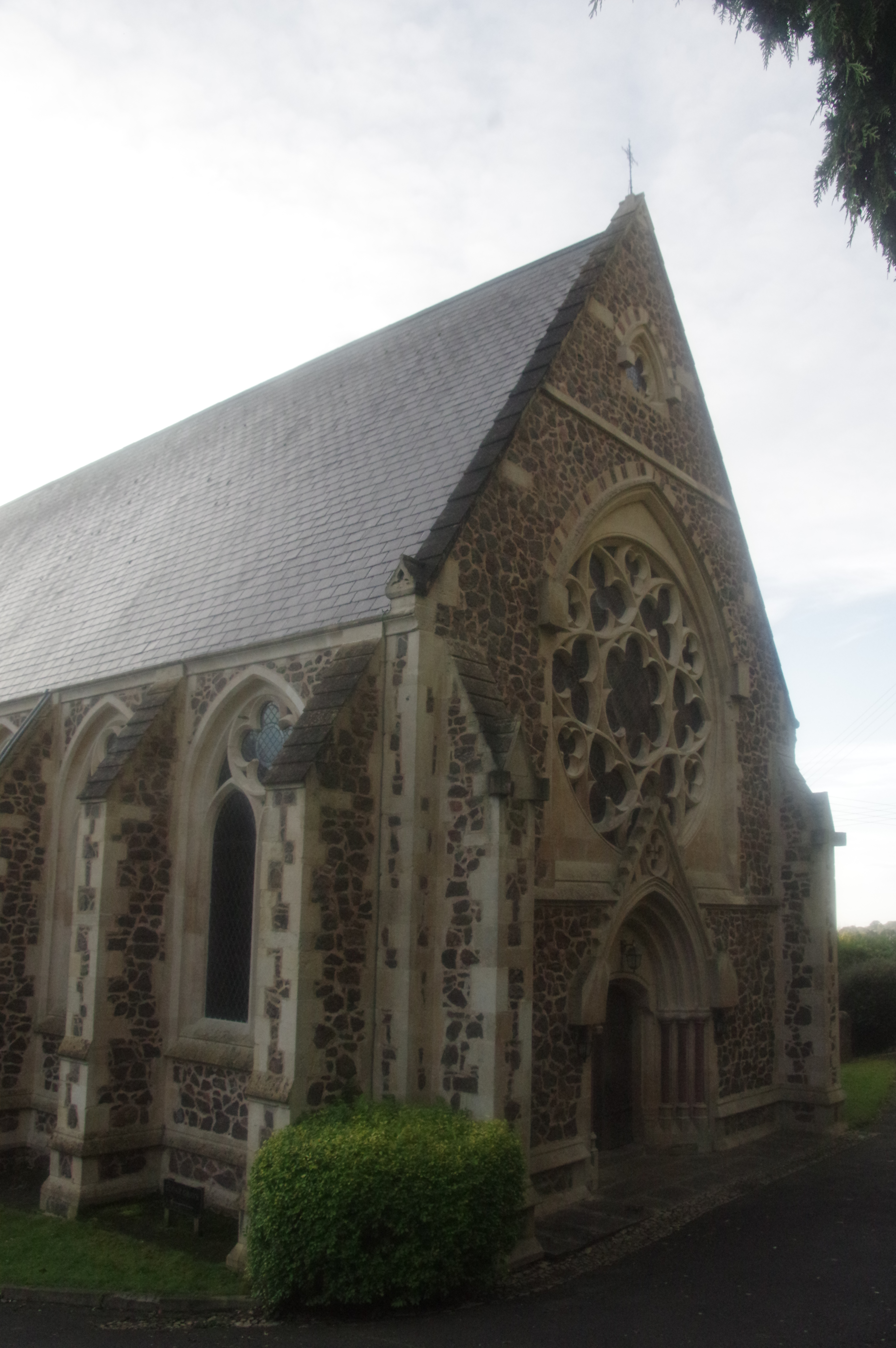
Église de St Wulstan

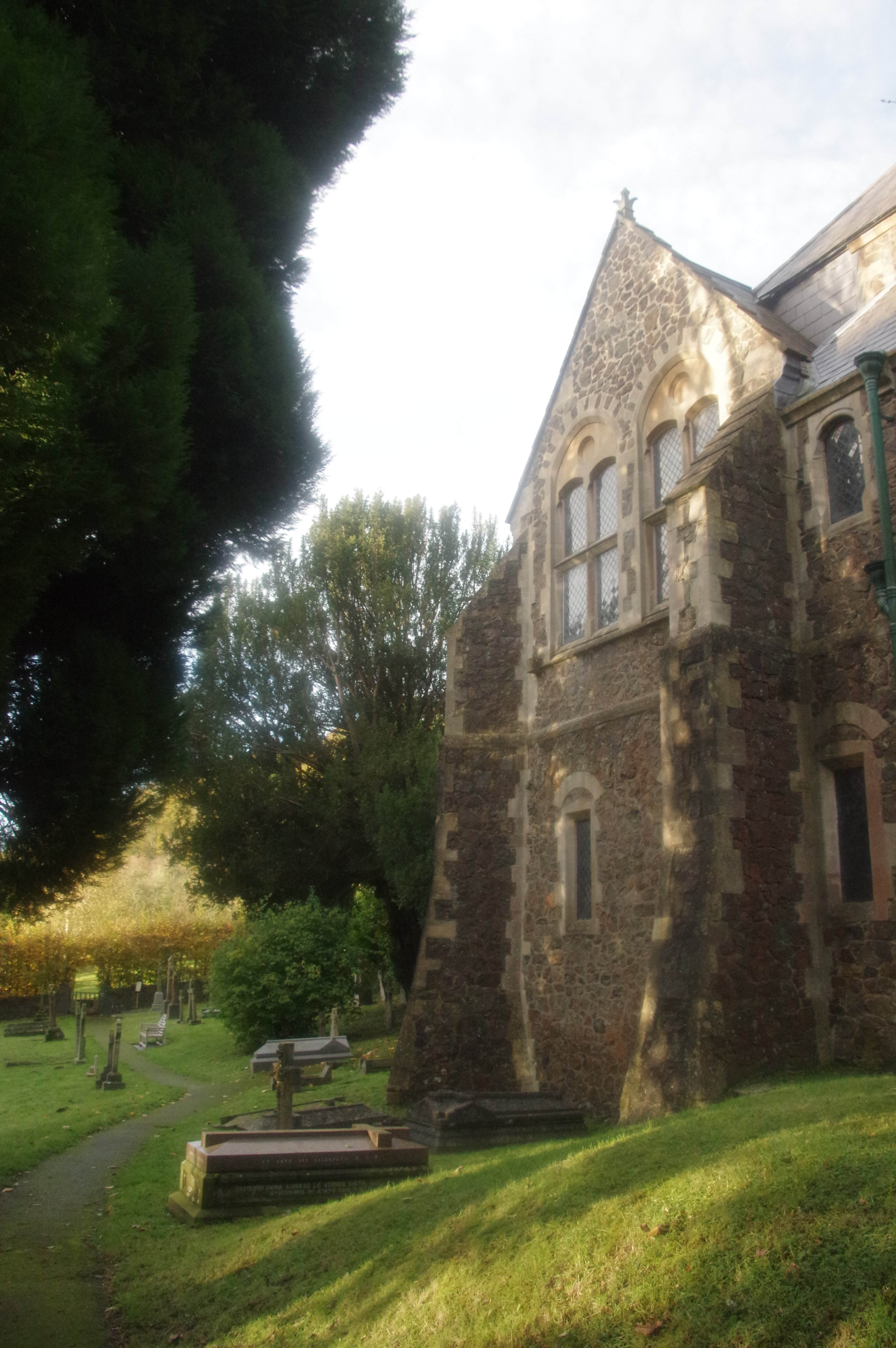
Église de St Wulstan

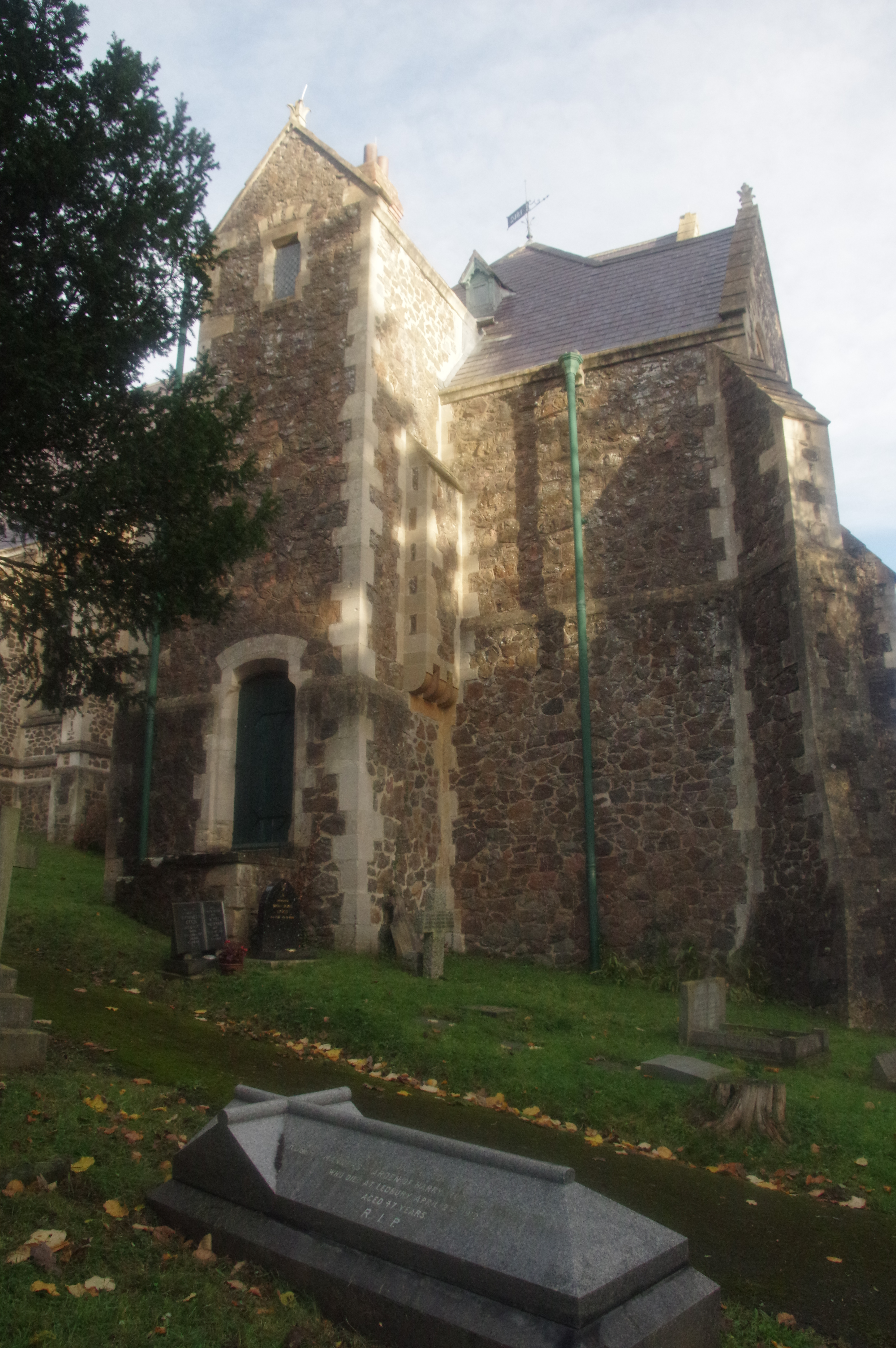
Église de St Wulstan

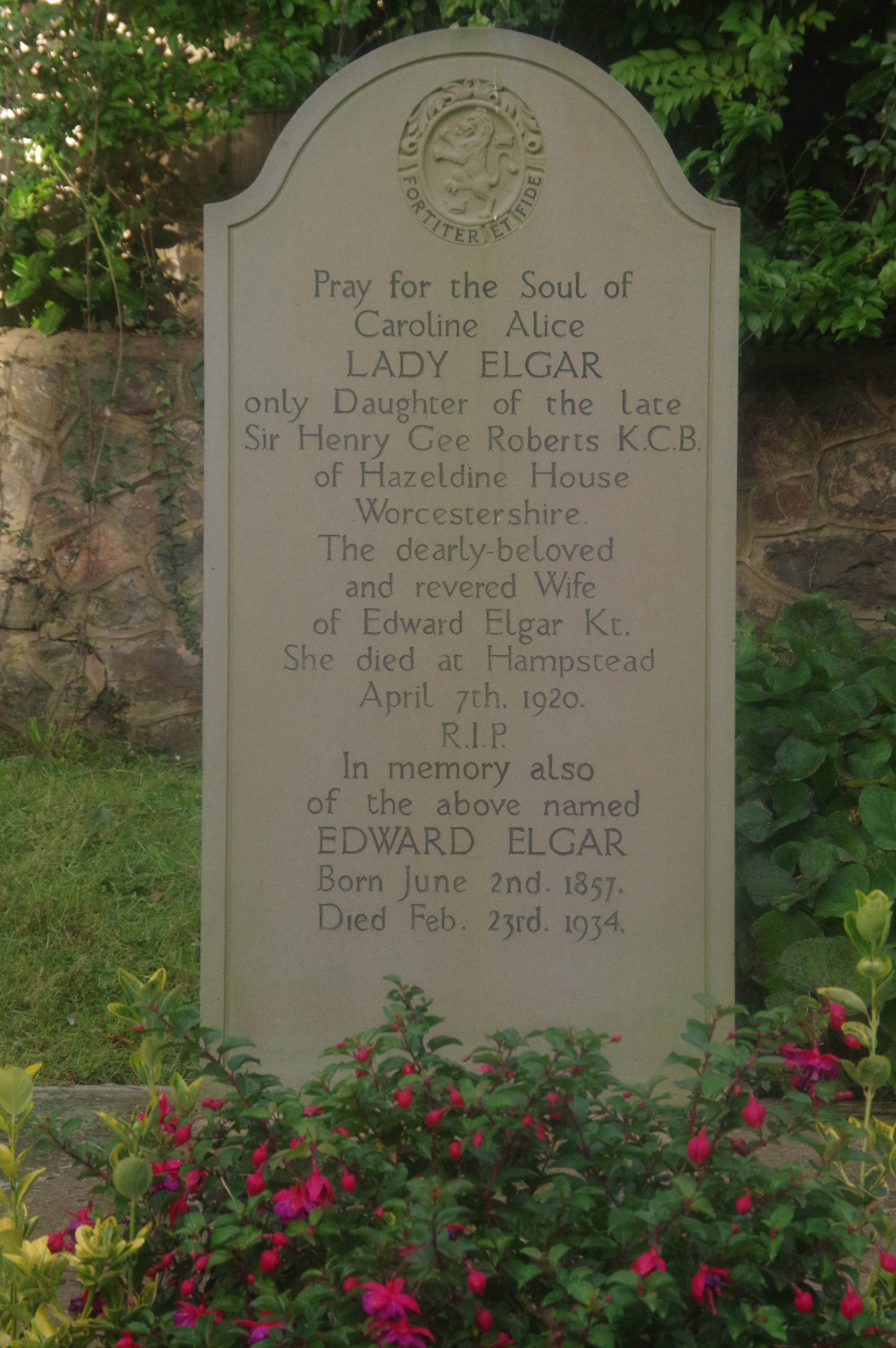
Stèle funéraire de Sir Edward Elgar au cimetière de l'église de St Wulstan (Little Malvern), comté de Worcestershire).

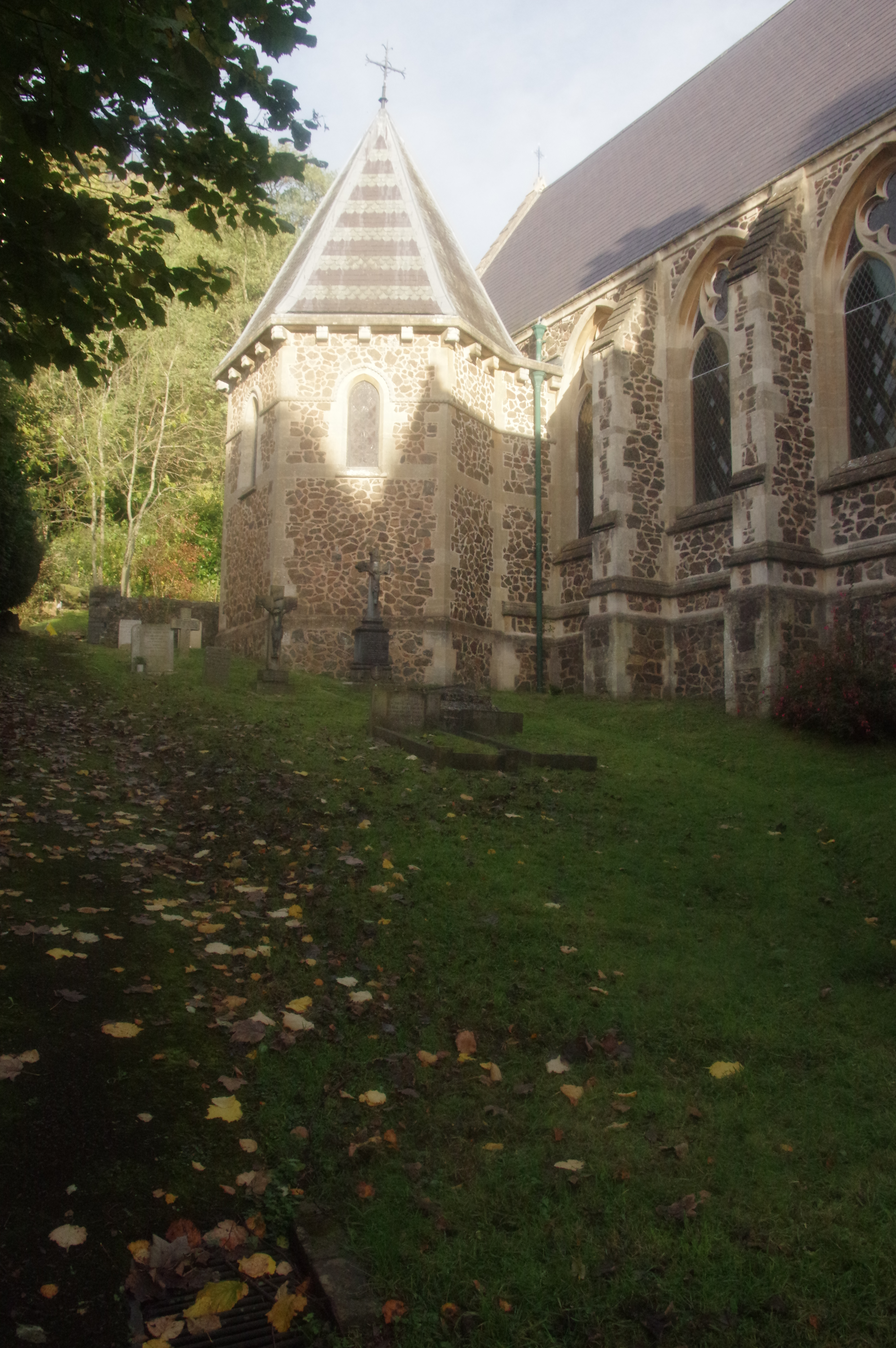
Église de St Wulstan

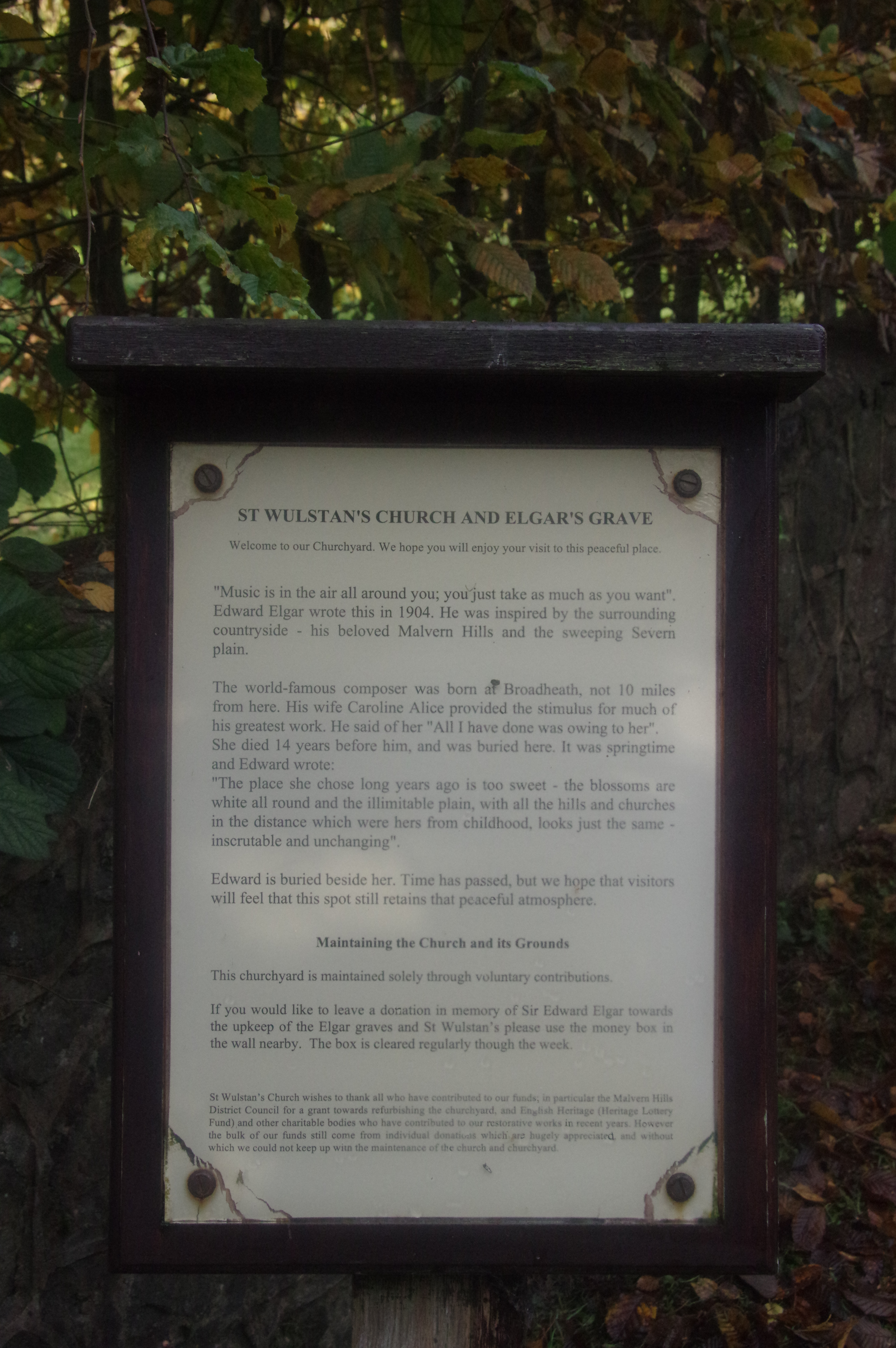
Notice historique de Sir Edward Elgar au cimetière de l'église de St Wulstan.

Conservateur[réf. nécessaire] et patriote[réf. nécessaire], Elgar mit ses talents de musicien au service de l'impérialisme britannique, notamment dans les années 1900/1910, en donnant ses lettres de noblesse à la forme musicale de la marche au Royaume-Uni. Ainsi, certaines de ses œuvres connurent immédiatement un grand succès populaire et accédèrent très rapidement au statut d'hymnes non officiels de l'empire britannique, notamment Pump and Circonstances (joué pour la première fois en 1901) et Land of Hope and Glory (créé en 1902).

## Musique

### Influences, antécédents et premières œuvres

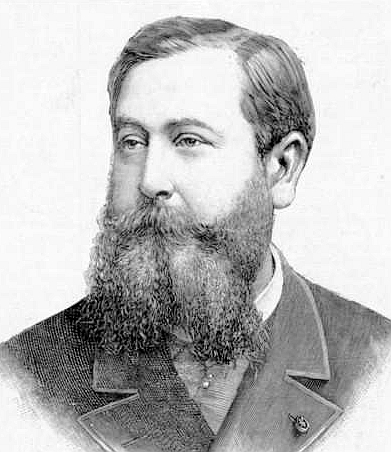
L'orchestration d'Elgar est très influencée par l'œuvre de Delibes qu'il dirige et interprète à Worcester

Elgar méprise la musique folk et éprouve peu d'intérêt ou de respect pour les premiers compositeurs anglais, il appelle William Byrd et ses contemporains des « pièces de musée ». Concernant les compositeurs anglais suivants, il pense qu'Henry Purcell est le plus grand d'entre eux et il affirme qu'il a beaucoup appris techniquement en étudiant les écrits d'Hubert Parry. Les compositeurs continentaux qui ont le plus influencé Elgar sont Haendel, Dvořák et, à un certain degré, Brahms. L'influence de Wagner est visible dans son chromatisme mais le style individuel d'orchestration d'Elgar tient plus de la clarté des compositeurs français du XIXe siècle, Berlioz, Massenet, Saint-Saëns et particulièrement Delibes dont la musique a été dirigée et jouée par Elgar à Worcester et qu'il admirait énormément,.
Elgar commence à composer alors qu'il est enfant et toute sa vie durant il utilise ses premières compositions pour chercher des thèmes et de l'inspiration. L'habitude d'assembler ses compositions, même les plus importantes, à partir de bouts de thèmes écrits au hasard le suivra toute sa vie. Ses premières compositions d'adulte comprennent des pièces pour violon et piano, des musiques pour quintette à vent qu'il joue avec son frère entre 1878 et 1881, et des musiques de différents types pour l'orchestre de l'asile de Powick. Diana McVeagh dans le Grove's Dictionary trouve beaucoup de nuances embryonnaires elgariennes dans ces pièces mais peu d'entre elles sont régulièrement jouées à l'exception de Salut d'Amour et (tel qu'arrangées des décennies plus tard en suites de The Wand of Youth) certaines de ses esquisses d'enfance. La seule œuvre notable d'Elgar durant son premier séjour à Londres en 1889–91, l'ouverture Froissart, est un morceau romantique influencé par Mendelssohn et Wagner mais montrant également de futures caractéristiques d'Elgar. Il compose ensuite des œuvres orchestrales durant les années qui suivent dans le Worcestershire dont Sérénade pour cordes et Trois danses bavaroises. Pendant cette période, et aussi plus tard, Elgar écrit des chants et des chants de chorale. W. H. Reed a des réserves sur ces œuvres mais fait l'éloge de The Snow, pour voix féminines, et Sea pictures, un cycle de cinq chants pour contralto et orchestre.
Les premières œuvres conséquentes d'Elgar sont pour chœurs et orchestre et sont composées pour des festivals comme le Three Choirs : The Black Knight, King Olaf, The Light of Life, The Banner of St George et Caractacus. Il compose également un Te Deum et un Benedictus pour le Festival d'Hereford. McVeagh commente favorablement ces pièces pour leur grande orchestration et l'utilisation innovante de leitmotivs, mais il est plus défavorable concernant la qualité des textes. McVeagh fait remarquer que comme ces œuvres des années 1890 sont restées peu connues pendant plusieurs années (et peu jouées), la maitrise de son premier grand succès, les variations Enigma, apparait comme une transformation soudaine de la médiocrité vers le génie, alors que les talents d'orchestration d'Elgar se sont améliorés progressivement pendant une décennie.

### Années créatives et prolifiques

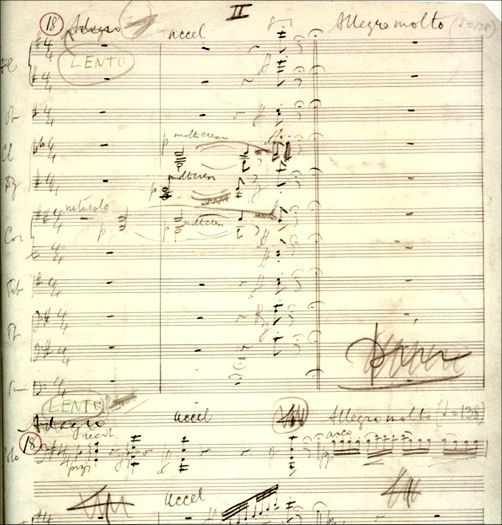
Fragment du manuscrit de l'ouverture du second mouvement du concerto pour violoncelle

Les œuvres les plus connues d'Elgar, la plupart écrites pour orchestre, sont composées pendant les 21 ans entre 1899 et 1920. Reed écrit, « Le génie d'Elgar s'élève au plus haut dans ses œuvres orchestrales » et cite le compositeur en disant que, même dans ses oratorios, la partie orchestrale est la plus importante. Les variations Enigma font connaitre Elgar nationalement. La forme de variation est idéale pour lui à cette étape de sa carrière alors que sa complète maitrise de l'orchestration est toujours en contraste avec sa tendance à écrire ses mélodies en phrases courtes, parfois rigides. Ces œuvres orchestrales suivantes, Ouverture Cockaigne , une ouverture de concert (1900–1901), les deux premières marches Pomp and Circumstance (1901) et le calme Dream Children (en) (1902) sont toutes courtes : la plus longue, Cockaigne, dure moins de quinze minutes. In the South (Alassio) (1903–1904), bien que désigné par Elgar comme une ouverture de concert, est, selon Kennedy, réellement un poème symphonique et la plus longue pièce continue purement orchestrale écrite par Elgar. Il la compose après avoir mis de côté une première tentative de symphonie. L'œuvre révèle ses progrès continus d'écriture de thèmes soutenus et de lignes orchestrales bien que certains critiques, dont Kennedy, trouve qu'au milieu de la pièce « l'inspiration d'Elgar brûle au plus bas de son brillant. » En 1905 Elgar complète l’Introduction et Allegro pour cordes. Cette œuvre n'est pas basée, contrairement à la plupart des compositions d'Elgar, sur une profusion de thèmes mais sur seulement trois. Kennedy l'appelle « une composition maitrisée, égalée dans les compositions anglaises pour cordes uniquement par la Fantaisie sur un thème de Thomas Tallis de Vaughan Williams. » Néanmoins, durant moins d'un quart d'heure, ce n'est pas selon les standards de l'époque une longue œuvre. La septième symphonie de Gustav Mahler, composée à la même époque, dure plus d'une heure.
Cependant, durant les quatre années suivantes, Elgar compose trois pièces majeures de concert, qui, bien que plus courtes que les œuvres comparables des compositeurs européens contemporains, sont parmi les plus importantes des compositeurs anglais. Ce sont la première symphonie, le concerto pour violon et la seconde symphonie qui durent toutes entre quarante-cinq minutes et une heure. McVeagh dit des symphonies qu'elles « sont de hauts rangs, non seulement dans le répertoire d'Elgar, mais aussi dans le répertoire anglais. Les deux symphonies sont longues et puissantes avec seulement des indices et des citations pour indiquer le drame intérieur dans lequel elles tirent leur vitalité et leur éloquence. Les deux sont basées sur une structure classique mais en diffèrent dans la mesure où… elles ne sont pas considérées comme prolixes et certains critiques les trouvent construites mollement. »
Le concerto pour violon et le concerto pour violoncelle d'Elgar sont considérés « non seulement parmi ses meilleures œuvres mais également parmi les meilleurs concertos pour violon et violoncelle ». Ces deux concertos cependant diffèrent énormément. Le concerto pour violon, composé en 1909 alors qu'Elgar atteint le sommet de sa popularité, et écrit pour l'instrument le plus cher à son cœur, est lyrique avec des passages rhapsodiques et brillants. Le concerto pour violoncelle, composé une décennie plus tard, immédiatement après la fin de la Première Guerre mondiale, semble, selon Kennedy, « appartenir à un autre âge, un autre monde… la plus simple des grandes œuvres d'Elgar… également la moins grandiloquente. » Entre ces deux concertos se situe l'étude symphonique Falstaff qui a divisé l'opinion, même parmi les plus grands admirateurs d'Elgar. Donald Tovey voit Falstaff comme « une des plus grandes choses de la musique », avec une énergie « identique à celle de Shakespeare », alors que Kennedy critique l'œuvre pour « se reposer trop fréquemment sur des marches harmoniques » et pour sur-idéaliser la description des personnages féminins. Reed pense que les thèmes principaux sont moins distingués que ceux de certaines des premières œuvres d'Elgar. Elgar lui-même pense que Falstaff est le point culminant de ses œuvres purement orchestrales.

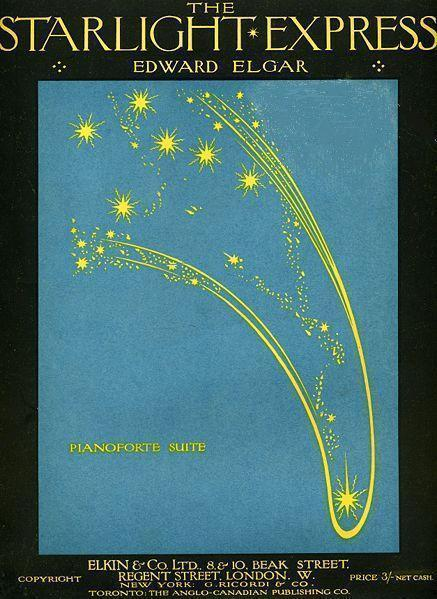
Affiche de 1916 pour The Starlight Express

Les trois grandes œuvres pour solistes, chœurs et orchestre, The Dream of Gerontius (1900), les oratorios The Apostles (1903) et The Kingdom (1906) ainsi que deux odes plus courtes, la Coronation Ode (en) (1902) et The Music Makers (1912) constituent les principales œuvres pour chœur et orchestre des vingt-et-une années intermédiaires de la carrière d'Elgar. La première des odes, en tant que pièce d'occasion, a rarement été rejouée après son succès initial, avec le point culminant qu'est Land of Hope and Glory. La seconde est, pour Elgar, inusuelle en qu'elle contient plusieurs extraits de certaines de ses premières œuvres, comme Richard Strauss le fait dans Une vie de héros. Les œuvres chorales sont toutes un succès bien que la première, Gerontius, était et reste la plus appréciée et la plus jouée. Les trois grandes œuvres chorales ont une structure classique avec des parties pour solistes, pour chœur et pour les deux ensemble. L'orchestration remarquable d'Elgar, ainsi que son inspiration mélodique, le portent à un niveau plus haut que ses prédécesseurs britanniques.
Elgar a également composé durant cette période intermédiaire de la musique de scène pour Grania et Diarmid (en), une pièce de George Moore et William Butler Yeats (1901) et pour The Starlight Express, une pièce basée sur une histoire d'Algernon Blackwood (1916). Yeats pense que la musique d'Elgar pour Grania et Diarmid est « merveilleuse dans sa mélancolie héroïque. »
Il a également écrit durant cette période prolifique un certain nombre de chants sur lesquelles Reed écrit « on ne peut pas dire qu'il a enrichi le répertoire vocal comme il l'a fait avec le répertoire orchestral. »

### Dernières années et achèvements à titre posthume
Le concerto pour violoncelle constitue la dernière œuvre importante d'Elgar. Il fait des arrangements de morceaux de Bach, Haendel et Chopin, dans une orchestration clairement elgarienne, et encore une fois utilise ses cahiers d'enfance pour composer la Nursery Suite (1931). Ses autres compositions de cette période n'ont pas eu de place dans le répertoire courant. Durant la plus grande partie du reste du XXe siècle, il est généralement accepté que l'impulsion créatrice d'Elgar a cessé après la mort de sa femme. Le travail d'Anthony Payne sur la troisième symphonie d'Elgar a amené à reconsidérer cette supposition. Elgar laisse l'ouverture de la symphonie terminée et complètement orchestrée et ces pages, avec d'autres, montrent que son orchestration change de façon marquée par rapport à la richesse de ses œuvres d'avant-guerre. The Gramophone décrit cette ouverture comme quelque chose de « passionnant… d'inoubliablement triste. » Payne joue également une version des brouillons d'une sixième marche Pomp and Circumstance lors de the Proms en août 2006. Les brouillons d'Elgar datant de 1913 pour un concerto pour piano sont retravaillés par le compositeur Robert Walker et sont joués pour la première fois en août 1997 par le pianiste David Owen Norris. L'arrangement a depuis été grandement retravaillé.

### Réputation

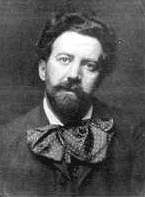
Le chef d'orchestre Henry Wood est un des défenseurs de la musique d'Elgar durant les années 1920

La réputation d'Elgar a varié durant les décennies qui ont suivi les premiers succès de sa musique au début du XXe siècle. Richard Strauss a salué Elgar en tant que compositeur progressiste ; cependant hostile, le critique de The Observer, trouve son orchestration « magnifiquement moderne. » Hans Richter l'évalue comme « un des meilleurs compositeurs modernes », et le collègue de Richter, Arthur Nikisch, considère la première symphonie comme « un chef-d'œuvre de premier ordre » à classer avec les grandes symphonies de références – celles de Beethoven et de Brahms. » À l'opposé le critique W. J. Turner (en), au milieu du XXe siècle parle des « symphonies de l'armée du salut d'Elgar » et Herbert von Karajan dit des variations Enigma qu'elles sont du « Brahms de seconde main. » L'immense popularité d'Elgar n'est pas de longue durée. Après les succès de sa première symphonie et de son concerto pour violon, sa seconde symphonie et son concerto pour violoncelle sont reçus avec politesse mais sans l'enthousiasme sauvage des œuvres précédentes. Pour le public, sa musique appartient à l'époque édouardienne ; ainsi, après la Première Guerre mondiale Elgar ne passe plus pour un compositeur progressiste ou moderne. Au début des années 1920, même la première symphonie n'est jouée qu'une seule fois à Londres en trois ans. Henry Wood et les jeunes chefs d'orchestre comme Boult, Sargent et Barbirolli défendent la musique d'Elgar, mais elle n'est plus beaucoup présente dans les catalogues d'enregistrement et dans les programmes de concert du milieu du XXe siècle,.
En 1924, le musicologue Edward J. Dent écrit un article pour un périodique musical allemand dans lequel il identifie quatre caractéristiques du style d'Elgar qui offensent une partie de l'opinion britannique (Dent indique clairement les universitaires et les snobs) : « trop émotionnel », « pas tout à fait sans vulgarité », « pompeux » et « trop délibérément noble dans l'expression ». Cet article est republié en 1930 et crée une controverse. Plusieurs années après, un renouveau, au moins en Grande-Bretagne, d'intérêt apparait pour la musique du compositeur. Les caractéristiques qui ont par le passé offensé le goût pour l'austérité de l'entre-deux-guerres sont alors vues sous une perspective différente. En 1955, le livre de référence The Record Guide (en) écrit de l'époque édouardienne durant le sommet de la carrière d'Elgar :

« Confiance en soi fanfaronne, vulgarité émotionnelle, extravagance matérielle, une petite bourgeoisie sans scrupules s'exprimant dans une architecture insipide et toute sorte d'accessoires coûteux mais hideux : de telles caractéristiques de la fin de la période de l'empire britannique sont fidèlement reflétées dans les œuvres conséquentes d'Elgar et sont indigestes aujourd'hui. Mais s'il est difficile de négliger le grandiloquent, le sentimental et les éléments triviaux dans sa musique, l'effort doit néanmoins être fait pour rendre honneur aux nombreuses pages de musique inspirées, à la puissance, à l'éloquence et à la noblesse des pathos, des meilleures œuvres d'Elgar. [...]  Quiconque doute du génie d'Elgar devrait saisir la première occasion qu'il lui est donnée d'écouter The Dream of Gerontius, qui est son chef-d'œuvre, qui est son œuvre la plus grande et peut être la plus profondément sentimentale ; l'étude symphonique Falstaff; l'Introduction and Allegro for Strings ; les variations Enigma ; et le concerto pour violoncelle. »

À partir de 1960 une vision moins sévère de l'époque édouardienne apparait. En 1966 le critique Frank Howes écrit qu'Elgar reflète la dernière explosion d'opulence et de vie avant la Première Guerre mondiale. Selon Howes il y avait une touche de vulgarité dans cette époque et dans la musique d'Elgar mais « un compositeur doit être jugé par la postérité pour ses meilleures œuvres. […] Elgar est historiquement important pour avoir donné à la musique anglaise le sens de l'orchestre, pour avoir exprimé ce que ça fait de vivre pendant l'époque édouardienne, pour avoir donné au monde au moins quatre chefs-d'œuvre formidables, et pour avoir rétabli l'Angleterre parmi les nations musicales. »

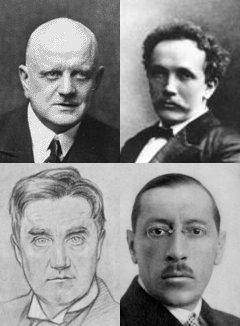
Jean Sibelius, Richard Strauss, Ralph Vaughan Williams et Igor Stravinsky font partie des compositeurs admirant Elgar.

En 1967, le critique et analyste David Cox se penche sur la problématique de la supposée anglicité de la musique d'Elgar. Cox note que le compositeur n'aime pas les folk-songs et ne les utilise jamais dans ses œuvres, optant pour un idiome essentiellement allemand, auquel s'ajoute une légèreté venant des compositeurs français comme Berlioz ou Gounod. Comment alors, demande Cox, pourrait-il être « le plus anglais des compositeurs » ? Cox trouve la réponse dans la personnalité même d'Elgar « qui peut utiliser des idiomes étrangers d'une telle façon qu'il en fait une forme vitale d'expression qui est sienne et seulement sienne. Et la personnalité qui transpire de sa musique est anglaise. ». Cette façon qu'Elgar a de transmuter ses influences ont déjà été évoquées auparavant. En 1930 The Times écrit « Quand est arrivée la première symphonie d'Elgar, quelqu'un a essayé de prouver que le thème principal sur lequel repose l'œuvre est similaire au thème du Graal dans Parsifal. […] mais ces essais sont infructueux car tout le monde, même ceux qui n'aiment pas la symphonie, ont instantanément reconnu ce thème comme typiquement elgarien, alors que le thème du Graal est typiquement wagnérien. D'autres compositeurs reconnaissent cette anglicité d'Elgar : Richard Strauss et Stravinsky en font référence, et Sibelius l'appelle « la personnification du vrai caractère anglais en musique […] une personnalité noble et un aristocrate né. »
Les admirateurs d'Elgar ne sont pas d'accord sur les œuvres à considérer comme des chefs-d'œuvre. Les variations Enigma sont généralement considérées comme telles. The Dream of Gerontius est aussi très bien considéré parmi les Elgariens, ainsi que le concerto pour violoncelle. Certains pensent que le concerto pour violon est du même niveau mais d'autres non ; Sackville-West l'omet de sa liste de chefs-d'œuvre d'Elgar dans le The Record Guide, et dans un long article paru dans The Musical Quarterly. Falstaff divise également l'opinion. Il n'a jamais été un succès populaire, et Kennedy et Reed y trouvent des lacunes,. Au contraire, lors du symposium de The Musical Times de 1957 pour le centenaire de la naissance d'Elgar, organisé par Vaughan Williams, plusieurs participants partagent le point de vue de Eric Blom que Falstaff est la plus grande œuvre d'Elgar.
Les deux symphonies partagent encore plus durement l'opinion. Mason note faiblement la seconde pour son « schéma rythmique trop évident » mais appelle la première « le chef-d'œuvre d'Elgar. […] Il est difficile de comprendre comment un étudiant candide pourrait nier les grandeurs de cette symphonie. » Cependant, lors du symposium de 1957, plusieurs admirateurs de premiers rang émettent des réserves sur une ou sur les deux symphonies. La même année Roger Fiske écrit dans The Gramophone « Pour certaines raisons peu de personnes semblent aimer les deux symphonies à la fois ; chacun a sa préférée et souvent ils sont plus qu'ennuyés par l'autre symphonie. Le critique John Warrack écrit « Il n'y a pas plus triste dans le répertoire symphonique que la fin de l'adagio de la première symphonie quand les cors et les trombones entonnent doucement une phrase de tristesse absolue ».
Malgré l'appréciation fluctuante des œuvres d'Elgar au cours du XXe siècle, le répertoire du compositeur dans son ensemble a été redécouvert au début du XXIe siècle : ainsi, The Record Guide en 1955 liste un seul enregistrement disponible de la première symphonie, aucun de la seconde, un du concerto pour violon, deux du concerto pour violoncelle, deux des variations Enigma, un de Falstaff et aucun de The Dream of Gerontius. Depuis de nombreux enregistrements de ses pièces ont été réalisés. Plus de trente enregistrements ont été faits de la première symphonie depuis 1955 et plus d'une douzaine de The Dream of Gerontius. De même, dans les salles de concert, après une période d'oubli, Elgar est de nouveau fréquemment joué.

## Honneurs, récompenses et commémoration

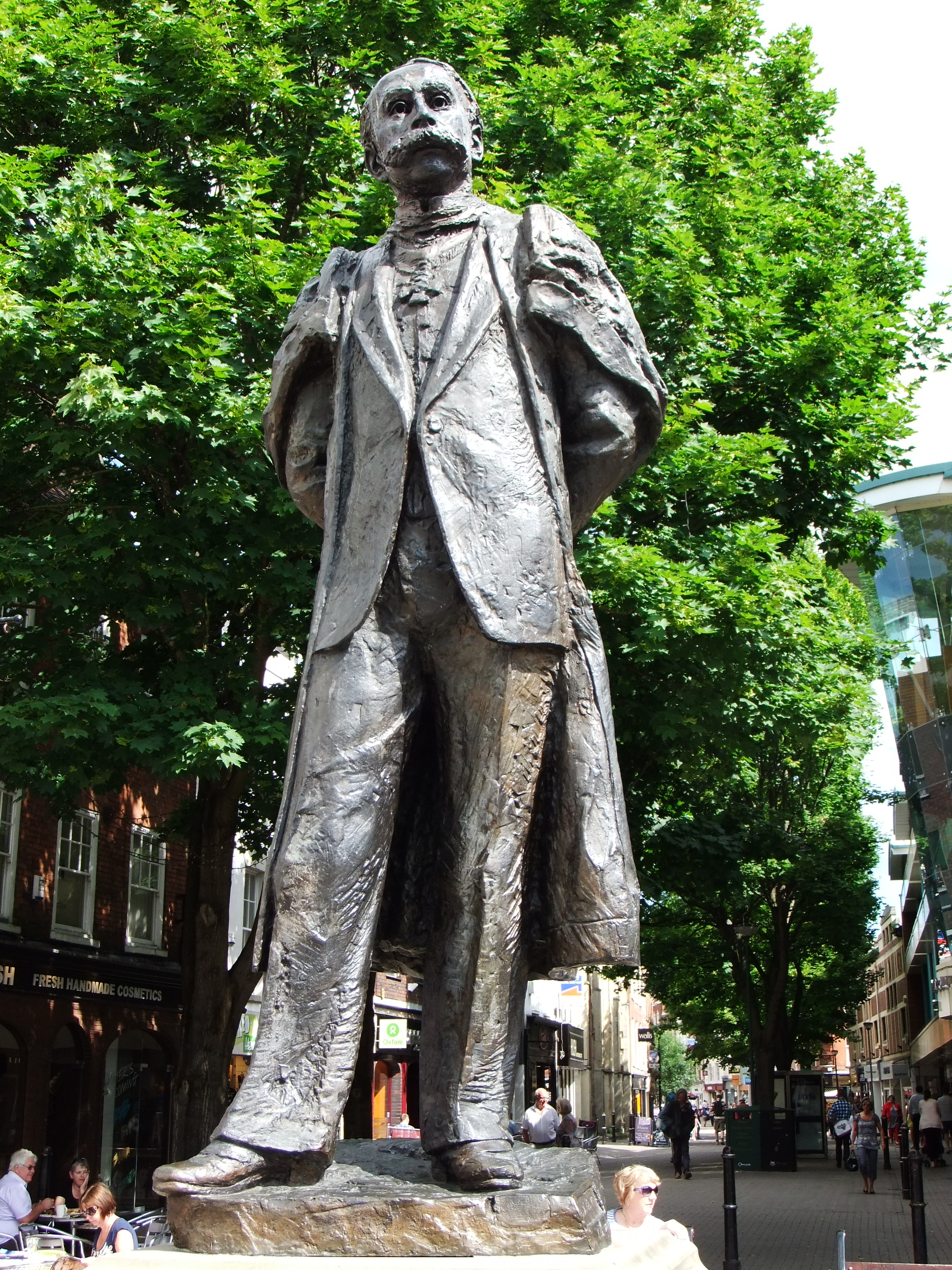
Statue d'Elgar à Worcester.

Elgar est fait chevalier en 1904 et il reçoit l'Ordre du Mérite en 1911. Il reçoit en 1920 la Croix de Commandeur de l'Ordre de la Couronne. Il est fait en 1924 Master of the King's Musick et l'année suivante il reçoit la médaille d'or de la Royal Philharmonic Society. Il est fait en 1928 Knight Commander du Royal Victorian Order (KCVO). Entre 1900 et 1931 Elgar reçoit des diplômes honoraires des universités de Cambridge, de Durham, de Leeds, d'Oxford, de Yale (États-Unis), d'Aberdeen, de Pittsburgh (États-Unis), de Birmingham et de Londres. Il devient membre de la Regia Accademia di Santa Cecilia de Rome, de l'Accademia del Reale Istituto Musicale de Florence de l'Académie des beaux-arts de Paris, de l'Institut de France et de l'American Academy of Arts (en). En 1931 il est fait Baronnet, de Broadheath dans le comté Worcester. Il est promu en 1933 Knight Grand Cross (GCVO) du Royal Victorian Order,. Selon Kennedy « il a honteusement cherché à obtenir une pairie », mais en vain.
La maison de Lower Broadheath où est Elgar est né, est maintenant l'Elgar Birthplace Museum (en) (musée du lieu de naissance d'Elgar), musée présentant sa vie et son œuvre. Sa fille, Carice a aidé à la fondation du musée en 1936 et a légué au musée la plus grande partie de sa collection de lettres et de documents de son père à sa mort en 1970. Elle a aussi laissé des partitions à des universités de musique : The Black Knight au Trinity College of Music, King Olaf à la Royal Academy of Music, The Music Makers à l'université de Birmingham, le concerto pour violoncelle au Royal College of Music, The Kingdom à la Bodleian Library et d'autres manuscrits au British Museum. L'Elgar Society (en) dédiée au compositeur et à ses œuvres est créée en 1951. La collection spéciale de l'université de Birmingham contient dans ses archives une partie de sa correspondance.

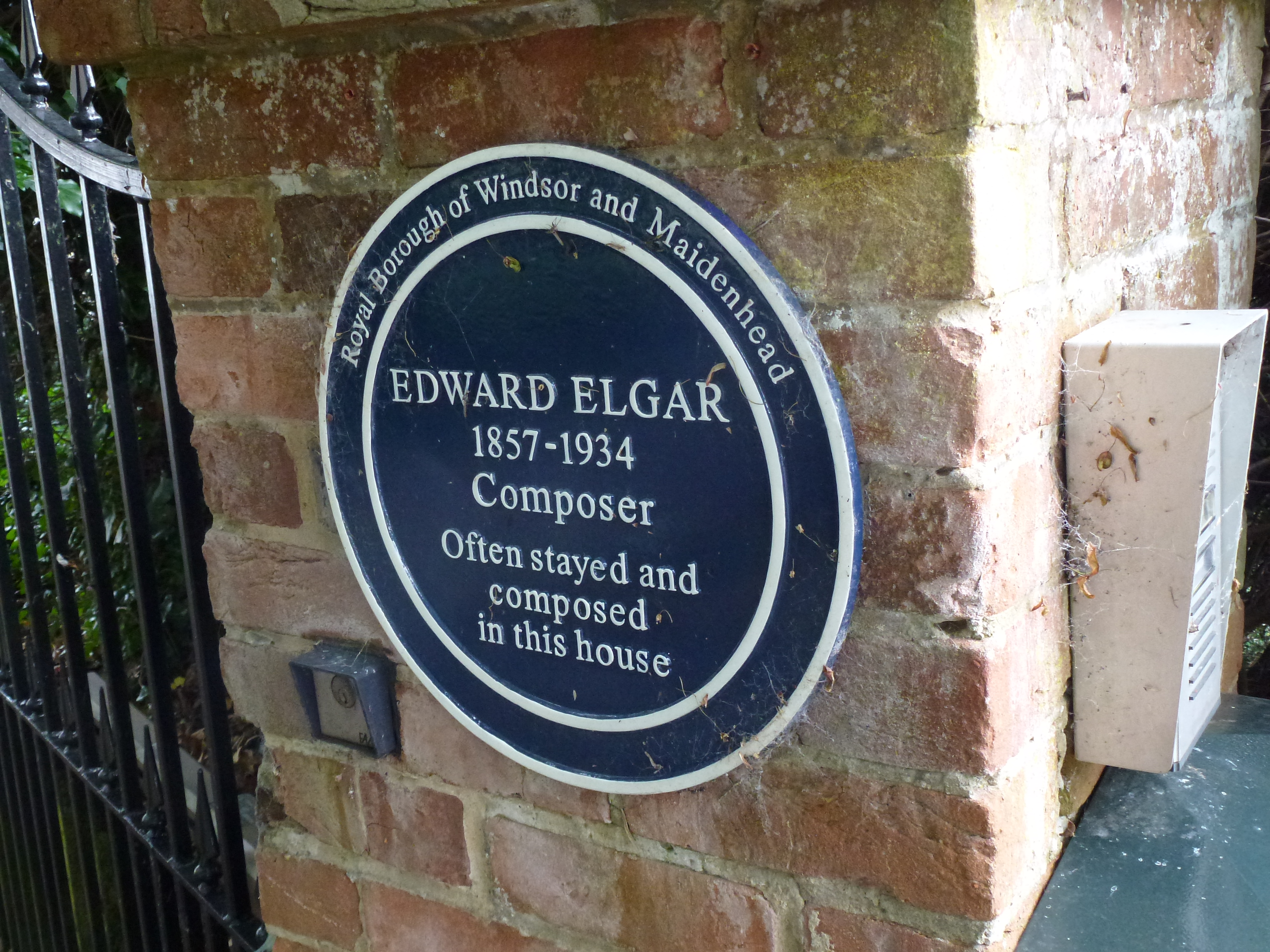
Une plaque bleue mentionnant Elgar à Bray (Berkshire).

La statue d'Elgar au bout de la rue principale de Worcester fait face à la cathédrale, près du lieu où se situait la boutique de son père. Une autre statue du compositeur faite par Rose Garrard (en) se trouve en haut de Church Street à Malvern, surplombant la ville et donnant aux visiteurs la possibilité de s'assoir près du compositeur à l'ombre des collines qu'il a souvent contemplées. En septembre 2005, une troisième statue sculptée par Jemma Pearson est dévoilée près de la cathédrale d'Hereford en l'honneur de ses nombreux liens musicaux ou autres avec cette ville. Cette statue le représente avec son vélo. L'abbaye de Westminster a un mémorial à lui. De 1999 jusqu'à début 2007, un portrait d'Elgar apparait sur de nouveaux billets de vingt livres sterling. Le retrait de son visage a causé une controverse, particulièrement parce que 2007 est le 150e anniversaire de sa naissance. Depuis 2007 les billets Elgar sont progressivement retirés, cessant d'avoir un cours légal le 30 juin 2010.
Il y a environ 65 rues nommées Elgar au Royaume-Uni, dont six dans les comtés du Herefordshire et du Worcestershire. Il y a parmi ces voies sept avenues Elgar, dont une à Malvern, Worcestershire, et une autre près de la maison où il vécut, Plâs Gwyn à Hereford. Une rue à North Springfield (Virginie) et une autre à Box Hill, Melbourne, sont aussi nommées Elgar. Elgar a trois locomotives nommées en son honneur. La première, Sir Edward Elgar est une locomotive de classe Bulldog, numéro 3414 ; elle a été construite en 1906 et retirée du service en 1938. La seconde est une Great Western Railway Castle ; construite en 1946 et retirée du service en 1964, son nom original a été remplacé par Sir Edward Elgar en 1957. La troisième est une diesel Brush type 47 dont les plaques nominatives ont spécialement été fabriquées dans le style Great Western Railway. Le 25 février 1984, cette locomotive est officiellement nommée Sir Edward Elgar à la gare de Paddington à Londres par Simon Rattle, alors chef d'orchestre du City of Birmingham Symphony Orchestra.

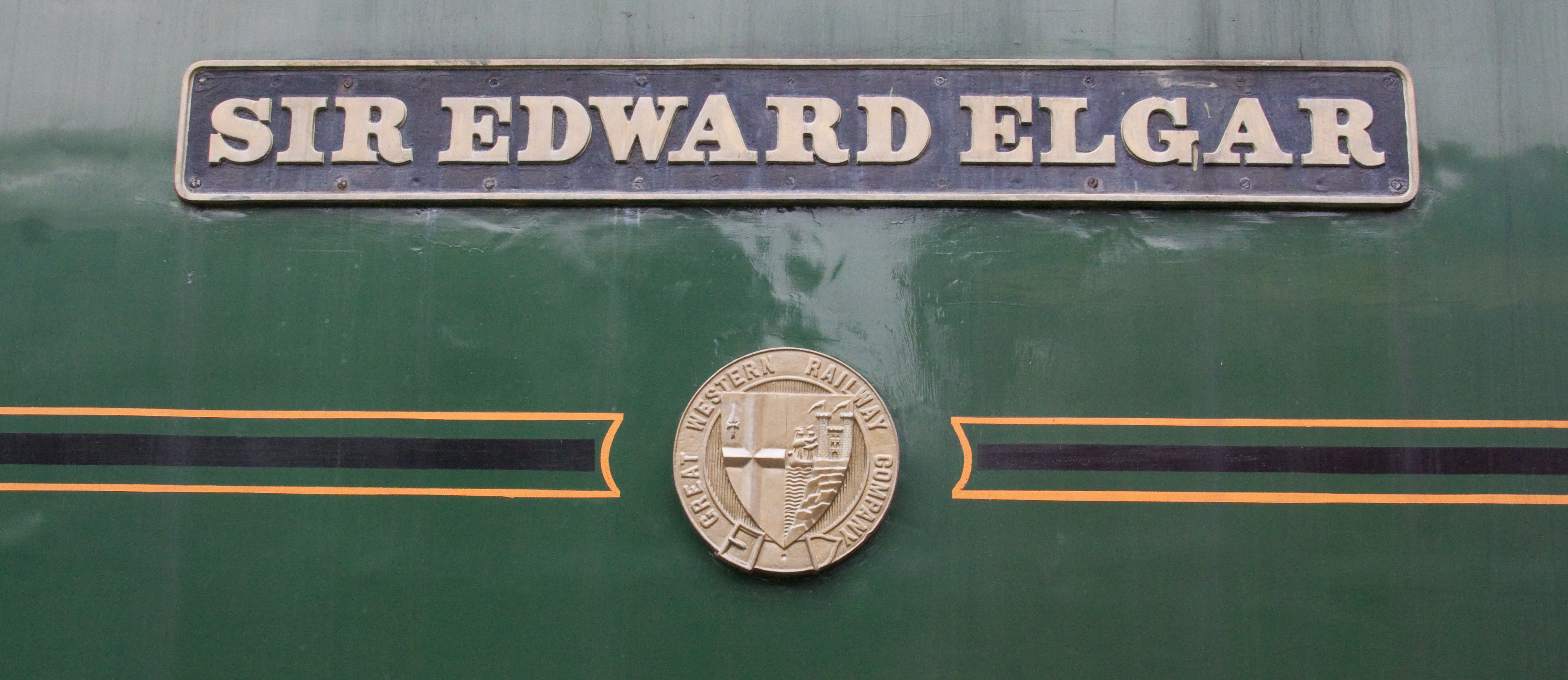
Plaque de la locomotive « D407-50007 Sir Edward Elgar ».

La vie et la musique d'Elgar ont inspiré des œuvres littéraires dont le roman Gerontius et plusieurs pièces de théâtre. Elgar's Rondo, une pièce de 1993 de David Pownall, présente le fantôme de Jaeger offrant des avis sur le développement musical d'Elgar. Pownall a écrit également une pièce radiophonique, Elgar's Third (1994). La pièce radiophonique d'Alick Rowe, The Dorabella Variation (2003). L'épisode Penda's Fen de la série TV Play for Today de David Rudkin (en) produit par la BBC (1974) aborde les thèmes de sexualité et d'adolescence, d’espionnage et de snobisme avec la musique d'Elgar, principalement The Dream of Gerontius, en fond sonore. Dans une scène un Elgar fantôme murmure le secret de la mélodie d'Enigma à un jeune personnage central avec l'ordre de ne pas le dévoiler. Elgar on the Journey to Hanley, un roman de Keith Alldritt (1979), raconte l'attachement du compositeur à Dora Penny, plus tard Mrs Powell (Dorabella dans les variations Enigma), et couvre les quinze années entre leur rencontre au milieu des années 1880 jusqu'à la genèse du concerto pour violon où, dans le roman, Dora est supplantée dans l'affection d'Elgar par Alice Stuart-Wortley. L'œuvre peut-être la plus connue sur le compositeur est le film télévisé de 1962 de Ken Russell produit par la BBC, Elgar, tourné alors que le compositeur est encore complètement passé de mode. Ce film d'Elgar contredit la vision d'un Elgar chauvin et ampoulé comme compositeur et évoque le côté plus pastoral et mélancolique du personnage et de sa musique.
L'astéroïde (4818) Elgar est nommé en son honneur.

## Œuvre
Edward Elgar laisse 79 œuvres musicales.

### Orchestre
- Froissart, ouverture de concert, op. 19 (1890)
- Sérénade pour cordes, op. 20 (1888–1892)
- Imperial March (1897)
- Variations Enigma, op. 36 (1899)
- Ouverture Cockaigne (1901)
- Marches « Pomp and circumstance », la plus connue étant la première op. 39 no 1 (1901)
- In the South (Alassio), ouverture de concert, op. 50 (1903–1904)
- Introduction et allegro pour cordes (1905)
- The Wand of Youth, suites no 1 et 2, op. 1a/b (1867–71, rev. 1907/08)
- Symphonie no 1 (1907-1908)
- Concerto pour violon en si mineur (1910)
- Romance pour basson, op. 62 (1910)
- Symphonie no 2 (1911)
- Falstaff, op. 68 (1913)
- Polonia, prélude symphonique pour orchestre, op.76 (1915)
- Concerto pour violoncelle en mi mineur, op. 85 (1919)
- La Suite Severn (en), Op. 87 (1930) (pour brass band, trans. pour orchestre 1932)
- Symphonie no 3 (1932-1934), basée sur des esquisses du compositeur, achevée par Anthony Payne le 23 février 1994 (jour du 60e anniversaire de la mort d'Elgar)

### Musique de chambre
- Romance, violon et piano, op. 1 (1878)
- Salut d'Amour (Liebesgruss), violon et piano, op. 12 (1888)
- Chanson de Nuit et Chanson de Matin, violon et piano, op. 15 no 1 et 2 (1897/1899).
- Sonate pour violon, op. 82 (1918)
- Quatuor à cordes, op. 83 (1918)
- Quintette pour piano, op. 84 (1918–1919)

### Vocales
- The Wind at Dawn, sur un poème de C. Alice Roberts (1888)
- The Shepherd's Song (1892), sur un texte de Barry Pain (en)
- Sea pictures, op. 37 (Marines) (1899)
- Land of Hope and Glory, texte d'A. C. Benson (1902)
- Sept lieder (1907)

### Chorales
- O Happy Eyes, SATB sans accompagnement, texte de C. Alice Roberts, op. 18 no 1 (1890)
- My Love Dwelt in a Northern Land, SATB sans accompagnement, texte d'Andrew Lang, dédié à Rev. J. Hampton (1890)
- The Snow, SSA acc. 2 violons et piano, texte de C. Alice Roberts, dédié à Mrs. E. B. Fitton, op. 26 no 1 (1894) (également avec un accompagnement orchestral (1903) ou avec différentes combinaisons de voix)
- Go, Song of Mine, SSAATB sans accompagnement, paroles de Cavalcanti, tr. Dante Gabriel Rossetti, dédié à Alfred H. Littleton, [n 18] op. 57 (1909)
- The Shower et The Fountain, SATB sans accompagnement, paroles d'Henry Vaughan, op. 71 no 1 et 2 (1914)
- Queen Alexandra's Memorial Ode (1932), paroles de John Masefield

### Cantates et oratorios
- The Black Knight (en), symphonie/cantate pour chœur et orchestre, op. 25 (1889–1892)
- The Light of Life (Lux Christi), oratorio pour soprano, alto, ténor et basse, chœurs et orchestre, op. 29 (1896)
- Scènes tirées de la saga King Olaf, cantate pour soprano, ténor et basse, chœurs et orchestre, Op. 30 (1896)
- Caractacus, cantate pour soprano, ténor, bariton et basse, chœurs et orchestre, op. 35 (1897–1898)
- The Dream of Gerontius (Le Rêve de Géronte) (1900), oratorio pour mezzo-soprano, ténor et basse, chœurs et orchestre, op. 38 (1899–1900)
- The Apostles, oratorio pour soprano, contralto, ténor et trois basses, chœurs et orchestre, op. 49 (1902–1903)
- The Kingdom, oratorio pour soprano, contralto, ténor et basse, chœurs et orchestre, op. 51 (1901–1906)
- The Music Makers, ode pour contralto ou mezzo-soprano, chœurs et orchestre, op. 69 (1912)

### Piano
- Allegro de concert (en), piano, op. 46 (1901)
- Variations Enigma op. 36, transcription d'Elgar
- In Smyrna (1905)

### Orgue
- Cantique, op. 3, (1912), arrangement pour orgue du Andante arioso, no 2 de Harmony Music 6 (1879).
- Vesper Voluntaries, Op. 14 (1889) 8 pièces, avec introduction, pour orgue sans pédale.
- Sonate pour orgue en sol, op. 28 (1895)
- Piece for Dot's Nuns (1906).
- Organ Sonata No. 2 in B flat major, op. 87a, arrangement pour orgue de la Severn Suite pour orchestre par Ivor Atkins (1933).

### Sacrées
- Trois motets : Ave verum corpus, Ave Maria et Ave Maris Stella, Op. 2 (1887)
- Te Deum et Benedictus, op. 34 (1897)

### Arrangements
- J. S. Bach, Fantaisie (prélude) et fugue BWV 537, transcription pour orchestra, Op. 86 (1921–1922)
- Handel, Ouverture en ré mineur (Ouverture du Chandos Anthem, HWV247), transcription pour orchestre (1923)

### Récitations
- Le drapeau belge (1917), paroles d'Émile Cammaerts
- Une voix dans le désert (1915), paroles d'Émile Cammaerts

## Discographie
- Coronation March, op. 65 (1); Funeral March, op. 42 (2); Pump and Circonstance Marches, op. 39 no 1-5 (3-7); March from Caractacus, op. 35 (8); March of the Mogul Emperors, op. 66 no 4 (9); Empire March (10); Polonia, symphonic prelude, op. 76 (11). New Zealand Symphony Orchestra, dir.: James Judd. Naxos 8.557273.